# NHL 2006/07
Die Saison 2006/07 war die 89. reguläre Saison der National Hockey League (NHL). Eigentlich handelte es sich bereits um die 90. Ausgabe, doch durch den Totalausfall der Saison 2004/05 musste bis zum 90-jährigen Jubiläum noch eine weitere Saison gewartet werden. Das NHL All-Star Game fand, nach dem durch die Olympischen Winterspiele in Turin bedingten Ausfall in der Saison 2005/06, im American Airlines Center in Dallas statt.
Die reguläre Saison begann am 4. Oktober 2006 mit der Partie zwischen dem amtierenden Meister, den Carolina Hurricanes, und den Buffalo Sabres und dauerte ohne Unterbrechung bis zum 8. April 2007 an. Danach folgten ab dem 11. April 2007 die Stanley-Cup-Playoffs, die am 6. Juni 2007 beendet waren. Der letzte Tag für mögliche Spielertransfers, die sogenannte Trade Deadline, war der 27. Februar 2007.
Den Stanley Cup gewannen erstmals die Anaheim Ducks, die in der Finalserie die Ottawa Senators mit 4:1 besiegten. Im Verlauf der Playoffs waren die hochgehandelten Buffalo Sabres und Detroit Red Wings, die ihre jeweilige Conference als beste Mannschaft abgeschlossen hatten, beide im Conference-Finale an den späteren Finalisten gescheitert. Enttäuschend verlief die Saison für die Philadelphia Flyers, die das Spieljahr als mit Abstand schlechtestes Team der Liga beendeten.
Seit dem 27. Januar 2006 stand fest, dass die Mighty Ducks of Anaheim ihren Namen mit dem Start der neuen Saison in Anaheim Ducks verkürzen. Dies beinhaltete auch ein neues Logo und neue Teamfarben. Außerdem wechselten auch die Buffalo Sabres ihr Logo und die Teamfarben von silber, rot und schwarz zum traditionellen marineblau, gelb und weiß.
Die Salary Cap, die die Gehaltsobergrenze für alle Spieler im NHL-Kader eines Franchise darstellt, wurde auf Basis des NHL Collective Bargaining Agreement vor der Saison auf 44 Millionen US-Dollar festgelegt. Das festgesetzte Gehaltsminimum lag bei 28 Millionen US-Dollar.

## Entry Draft
- Hauptartikel: NHL Entry Draft 2006

Der 44. NHL Entry Draft fand am 24. Juni 2006 im General Motors Place in Vancouver, British Columbia, Kanada statt. Die Auswahlreihenfolge wurde bei einer Lotterie am 20. April 2006 festgelegt. Diese gewannen die St. Louis Blues vor den Pittsburgh Penguins und den Chicago Blackhawks.
Als ersten Pick zogen die Blues den von Experten favorisierten US-amerikanischen Verteidiger Erik Johnson. Danach wählte Pittsburgh auf dem zweiten Platz Jordan Staal, den jüngeren Bruder von Eric Staal, gefolgt von Jonathan Toews auf dem dritten Platz. Phil Kessel, lange Zeit aussichtsreichster Kandidat an der ersten Position gezogen zu werden, wurde an fünfter Stelle von den Boston Bruins ausgewählt. Als ersten Torhüter wählten die Los Angeles Kings den Kanadier Jonathan Bernier als Gesamtelften aus.
Insgesamt sicherten sich die 30 Franchises die Rechte an 213 Spielern. Den Hauptanteil mit über zwei Dritteln aller Spieler stellten die nordamerikanischen Nationen Kanada und die USA. Mit zehn US-amerikanischen Spielern wurden so viele wie noch nie in der ersten Runde des Drafts ausgewählt. Auf europäischer Seite stellte Schweden mit 8 % aller Spieler das größte Kontingent. Des Weiteren wurden vier Deutsche, drei Schweizer und zwei Österreicher gedraftet.

### Top-5-Picks
|    | Spieler           | Nationalität | Pos | NHL-Team            | College/Junior/Klub-Team                    |
| -- | ----------------- | ------------ | --- | ------------------- | ------------------------------------------- |
| 1. | Erik Johnson      | USA          | D   | St. Louis Blues     | US National Team Development Program (NAHL) |
| 2. | Jordan Staal      | Kanada       | C   | Pittsburgh Penguins | Peterborough Petes (OHL)                    |
| 3. | Jonathan Toews    | Kanada       | C/W | Chicago Blackhawks  | University of North Dakota (NCAA)           |
| 4. | Nicklas Bäckström | Schweden     | C   | Washington Capitals | Brynäs IF Gävle (Elitserien)                |
| 5. | Phil Kessel       | USA          | C/W | Boston Bruins       | University of Minnesota (NCAA)              |

## Regeländerungen
Im Gegensatz zum Vorjahr gab es nur kleinere Regeländerungen, wobei die größere zugelassene Biegung der Kelle des Eishockeyschlägers die bedeutendste war. Für eine Missachtung der neuen Regel wurden für die reguläre Spielzeit, die Overtime und den Shootout neue Strafmaße festgelegt. Zudem durfte das Heimteam erstmals festlegen, ob es den Shootout beginnen wollte oder das Gastteam das Recht des ersten Versuchs haben sollte. Eine weitere Änderung war die schärfere Ahndung von „Schwalben“, sogenannten Diving attempts.

## Vertragsabschlüsse, Transfers und Wechsel

### Spieler
Vor der Saison gab es einige interessante Transfers und Vertragsabschlüsse. So wurden die Torhüter Roberto Luongo und Andrew Raycroft von Florida zu den Vancouver Canucks bzw. von Boston zu den Toronto Maple Leafs transferiert. Brendan Shanahan verließ die Detroit Red Wings nach zehn Jahren, um einen Vertrag bei den New York Rangers zu unterschreiben, und Star-Verteidiger Chris Pronger wechselte von Edmonton zu den Anaheim Ducks. Der Schweizer Torhüter Martin Gerber, der in der vergangenen Saison mit den Carolina Hurricanes den Stanley Cup gewann, bestritt die Spielzeit bei den Ottawa Senators und Rob Blake kehrte zu seinem Ex-Team nach Los Angeles zurück. Außerdem wechselte Eric Lindros, 1995 mit 22 Jahren zum wertvollsten Spieler der Liga gewählt, zu den Dallas Stars. Torwart-Oldie Ed Belfour unterschrieb mit 41 Jahren bei den Florida Panthers einen Einjahresvertrag. Eine große Überraschung war auch die Rückkehr von Dominik Hašek zu den Detroit Red Wings.

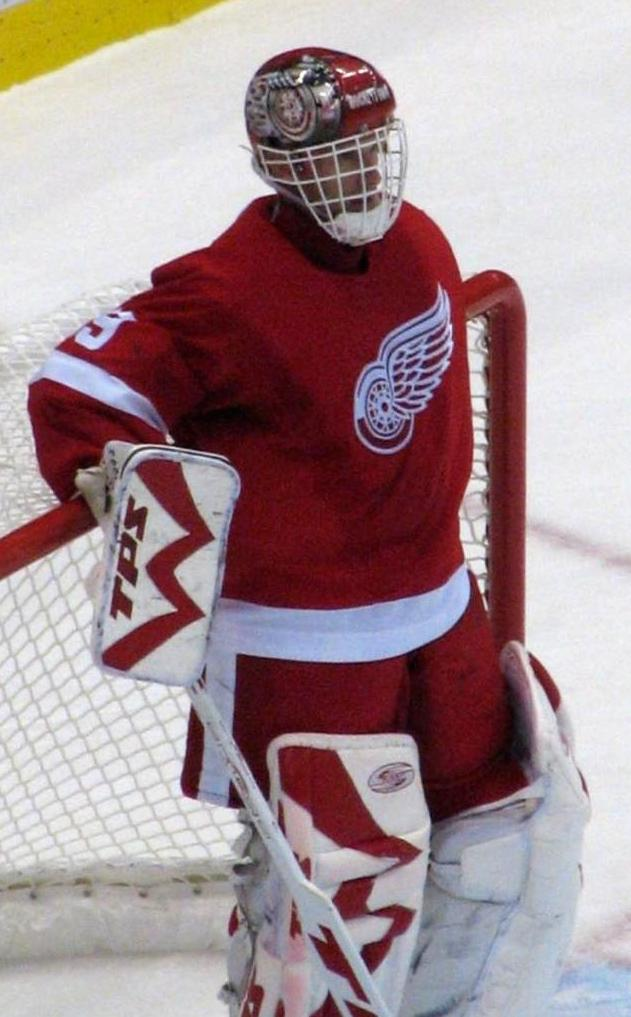
Dominik Hašek wechselte vor der Saison von den Ottawa Senators zurück zu den Detroit Red Wings

Am meisten diskutiert wurde der Wechsel des jungen Russen Jewgeni Malkin. Der 20-jährige Superstar des russischen Clubs Metallurg Magnitogorsk, der ein Erstrunden-Draftpick der Pittsburgh Penguins war, ging nach langen Verhandlungen zwischen den Offiziellen der National Hockey League und der russischen Superliga in seine erste NHL-Saison. Des Weiteren verpflichteten die Nashville Predators mit Jason Arnott und Jean-Pierre Dumont, der den Buffalo Sabres zu teuer geworden war, gleich zwei Topspieler und die New York Islanders statteten ihren Torhüter Rick DiPietro mit einem 67,5 Millionen US-Dollar dotierten 15-Jahres-Vertrag aus.
Während der Saison verpflichteten die Phoenix Coyotes am 29. Oktober den kanadischen Center Yanic Perreault, der bis dahin vertragslos gewesen war. Auch die Chicago Blackhawks verstärkten sich am 10. Dezember mit dem slowakischen Außenstürmer Peter Bondra, der vor Saisonbeginn kein neues Team gefunden hatte, nachdem sein Vertrag bei den Atlanta Thrashers in der Vorsaison ausgelaufen war. Der erste große Transfer vor dem Ende der Wechselfrist Ende Februar fand am 10. Februar statt. Die Boston Bruins schickten Brad Stuart, Wayne Primeau und einen Draftpick zu den Calgary Flames. Im Gegenzug erhielten sie Andrew Ference und Chuck Kobasew. Zwei Tage später gaben die Phoenix Coyotes ihren Topscorer Ladislav Nagy an die Dallas Stars ab für Mathias Tjärnqvist und einen Erstrunden-Draftpick im NHL Entry Draft 2007. Den spektakulärsten Transfer gab es am 15. Februar, als Superstar Peter Forsberg für Scottie Upshall, Ryan Parent sowie einen Erstrunden- und einen Drittrunden-Draftpick von den Philadelphia Flyers zu den Nashville Predators transferiert wurde. Am 25. Februar wurde Keith Tkachuk von den St. Louis Blues für Glen Metropolit und vier Draftpicks zu den Atlanta Thrashers transferiert.
Richtig aktiv wurden die Teams noch einmal wenige Stunden vor dem Ende der Transferperiode am 27. Februar. So wurde Torhüter Martin Biron von den Buffalo Sabres zu den Philadelphia Flyers für einen Zweitrunden-Draftpick geschickt. Todd Bertuzzi verließ nach nur einem halben Jahr die Florida Panthers und ging zu den Detroit Red Wings und Bill Guerin wechselte zu den San Jose Sharks. Für die größte Aufregung sorgte der Transfer von Ryan Smyth von den Edmonton Oilers zu den New York Islanders wenige Minuten vor dem Transferschluss, da Smyth lange zum Team der Oilers gehört hatte und als Identifikationsfigur des Franchise galt.

### Cheftrainer und General Manager
Vor der Saison tauschten acht der 30 Franchises ihren Cheftrainer aus und sechs wechselten den General Manager. Davon vollzogen die New York Islanders, Boston Bruins und Los Angeles Kings auf beiden Positionen einen Wechsel. Die weiteren Trainerwechsel gab es bei den New Jersey Devils, Montréal Canadiens, Toronto Maple Leafs, Calgary Flames und Vancouver Canucks. Den General Manager tauschten die Florida Panthers, Pittsburgh Penguins und Colorado Avalanche.
Während der Saison ereignete sich die erste Kündigung auf dem Posten des Cheftrainers bereits am 22. Oktober 2006, also 18 Tage nach dem Saisonbeginn. Nach einem katastrophalen Start mit nur einem Sieg und drei Punkten aus den ersten acht Spielen, dem schlechtesten seit 17 Jahren, entließen die Philadelphia Flyers Ken Hitchcock. Zugleich erklärte General-Manager Bobby Clarke seinen Rücktritt. Als neuer Trainer wurde John Stevens präsentiert, der bis dahin als Assistent an Hitchcocks Seite gearbeitet hatte. Zum neuen General Manager wurde Paul Holmgren, zuvor Assistenz-General Manager, ernannt. Am 13. November 2006 kündigten dann die Columbus Blue Jackets ihrem Trainer Gerard Gallant den Posten. Diese bestimmten zunächst Gary Agnew zum Interimstrainer, ehe sie am 22. November Ken Hitchcock als neue Person hinter der Bande präsentierten. Nur zwei Wochen nach der Entlassung Gallants entschloss sich auch das Management der Chicago Blackhawks einen Trainerwechsel zu vollziehen. Trent Yawney musste für Denis Savard weichen. Als letztes Franchise im Jahr 2006 wechselten die St. Louis Blues am 11. Dezember ihren Cheftrainer aus. Auf den erfolglosen Mike Kitchen folgte Andy Murray, der zuvor unter anderem als Trainer des Team Kanada gearbeitet hatte.
Zum wohl überraschendsten Trainerwechsel der gesamten Saison kam es am 2. April 2007. Der General Manager der New Jersey Devils Lou Lamoriello entließ den erst vor Saisonbeginn verpflichteten Claude Julien. Dieser hatte zuvor problemlos die Qualifikation für die Playoffs geschafft und das Team nahe an den Gewinn der Atlantic Division geführt. Trotzdem tat dies den Ansprüchen Lamoriellos nicht genüge, und so setzte er sich selbst als neuen Cheftrainer ein, um die Mannschaft in den Playoffs zum Gewinn des Stanley Cup zu führen.
Der letzte Austausch der Saison fand auf der Position des General Managers der Phoenix Coyotes statt. Nach dem erneuten Nicht-Erreichen der Playoffs entließen die Coyotes am 11. April Michael Barnett.

## Besondere Vorkommnisse

### Ehrungen
Im Laufe der Saison wurden mehrere Trikotnummern von verdienten Spielern der einzelnen Teams gesperrt und unter die Hallendecken der jeweiligen Spielorte gehängt.
Am 5. Oktober 2006 sperrten die Pittsburgh Penguins Mario Lemieuxs Nummer 66 zum zweiten Mal nach dem 19. November 1997. Lemieux feierte 2000 sein Comeback, nachdem er seine Karriere bereits beendet hatte. Er führte daraufhin die Penguins in den folgenden sechs Jahren als Mannschaftskapitän und Teambesitzer in Personalunion an, musste seine Karriere, die er Anfang der neunziger Jahre mit zwei Stanley-Cup-Siegen zu ihrem Höhepunkt brachte, allerdings im Februar 2006 auf Grund von Herzproblemen endgültig beenden.
Einen Monat später, am 18. November 2006, wurde die Nummer 18 zu Ehren von Serge Savard von den Montréal Canadiens gesperrt. Mit den Canadiens gewann er zwischen 1967 und 1981 acht Mal den Stanley Cup und führte das Team in den letzten zwei Jahren als Mannschaftskapitän aufs Eis. Zudem gewann der kanadische Verteidiger 1969 die Conn Smythe Trophy als wertvollster Spieler der Play-offs.
Es folgte Brett Hulls Nummer 16 bei den St. Louis Blues am 5. Dezember 2006. Der drittbeste Torjäger der NHL-Geschichte spielte über zehn Jahre für das Franchise und wurde in dieser Zeit unter anderem mit der Hart Memorial Trophy als wertvollster Spieler der NHL ausgezeichnet. Drei Mal führte er die Torjägerliste der Liga an und erzielte zwei Mal 50 Tore in 50 Spielen, was zuvor nur vier weiteren Spielern gelungen war. Erst als er St. Louis verließ, konnte er zwei Mal den Stanley Cup gewinnen.
Mit Beginn des Jahres 2007 wurde Steve Yzermans Nummer 19 bei den Detroit Red Wings am 2. Januar 2007 gesperrt. Yzerman war 23 Jahre lang für die Red Wings aktiv, davon 20 Jahre als Mannschaftskapitän und somit länger als jeder andere Spieler der NHL-Geschichte. Er führte das Franchise zu drei Stanley-Cup-Triumphen und wurde selbst mit der Conn Smythe Trophy, dem Lester B. Pearson Award als bester Spieler der NHL und der Frank J. Selke Trophy als bester Defensiv-Stürmer ausgezeichnet. In der ewigen Scorerliste der NHL belegte bei seinem Karriereende im Sommer 2006 den sechsten Platz.
Im selben Monat wurde mit Luc Robitaille ein weiterer Spieler geehrt, der erst im vergangenen Sommer seine Karriere beendet hatte. Die Los Angeles Kings sperrten die Nummer 20 des besten linken Flügelstürmers der NHL-Geschichte am 21. Januar 2007. 1986 begann er seine Karriere in Los Angeles, spielte zwischenzeitlich auch für die New York Rangers, Pittsburgh Penguins und Detroit Red Wings, mit denen er auch den Stanley Cup gewann, gehörte aber insgesamt 14 Spielzeiten dem Franchise der Kings an, wo er schließlich auch seine Karriere beendete.
Ken Drydens Nummer 29 wurde bei den Montréal Canadiens am 29. Januar 2007 gesperrt. Der kanadische Torhüter spielte zwar nur acht Jahre in der NHL, war dafür aber umso erfolgreicher. Sechs Mal gewann er den Stanley Cup, erhielt fünf Mal die Vezina Trophy als Torhüter mit den wenigsten Gegentoren und war Preisträger der Calder Memorial Trophy als bester Neuprofi und der Conn Smythe Trophy.
Mike Vernons Nummer 30 bei den Calgary Flames wurde am 6. Februar 2007 geehrt. Vernon begann seine Karriere 1982 bei den Flames, wo er sich als Stammtorhüter etablierte und 1989 beim ersten Stanley-Cup-Sieg des Franchise dabei war. Seinen zweiten Stanley Cup gewann er mit den Detroit Red Wings, wo er auch mit der Conn Smythe Trophy und der William M. Jennings Trophy ausgezeichnet wurde. Nach einigen Jahren bei den San Jose Sharks und den Florida Panthers beendete er 2002 in Calgary seine Karriere.
Die Edmonton Oilers sperrten Mark Messiers Nummer 11 am 27. Februar 2007. Der Kanadier gehörte bereits bei der ersten NHL-Saison des Franchise 1979/80 zur Mannschaft und war eine tragende Säule bei den fünf Stanley-Cup-Siegen der Oilers. Messier, der in bestrittenen NHL-Spielen nur von Gordie Howe und in erzielten Punkten nur von Wayne Gretzky übertroffen wird, gewann zwei Mal die Hart Memorial Trophy und einmal die Conn Smythe Trophy und feierte mit den New York Rangers, die seine Nummer 11 bereits im Januar 2006 gesperrt hatten, einen weiteren Stanley-Cup-Sieg.
Zudem ehrten die Toronto Maple Leafs am 4. Oktober 2006 die Nummern von drei ehemaligen Spielern, die aber weiterhin vergeben werden. Nach einer internen Regel des Franchise werden nur Nummern gesperrt, wenn sich der Spieler um das Team verdient gemacht hat und auf Grund eines besonderen Vorkommnisses seine Karriere beenden musste.
Die Nummer 4 von Hap Day und Red Kelly gehörte zu den geehrten Nummern. Hap Day war von 1926 bis 1937 als Verteidiger für die Maple Leafs aktiv und gewann in dieser Zeit einmal den Stanley Cup. Von 1940 bis 1950 konnte er als Trainer den Pokal noch weitere fünf Mal gewinnen. Die Ehrung der Nummer des Mitglieds der Hockey Hall of Fame geschah posthum.
Red Kelly war einer der dominierenden Verteidiger der fünfziger Jahre. Je vier Mal gewann er den Stanley Cup mit den Maple Leafs und den Detroit Red Wings, wurde einmal mit der James Norris Memorial Trophy als bester Verteidiger ausgezeichnet und erhielt vier Mal die Lady Byng Memorial Trophy für seine faire Spielweise. Wie Day ist auch er Mitglied der Hockey Hall of Fame.
Die geehrte Nummer 21 gehörte dem Schweden Börje Salming, der von 1973 bis 1989 in Toronto aktiv war. Salming war der erste europäische Spieler, der sich langfristig in der NHL etablieren konnte und wurde sechs Mal in die NHL All-Star Teams gewählt. In 1.099 Spielen stand er für die Maple Leafs auf dem Eis und wurde nach dem Ende seiner Karriere in die Hockey Hall of Fame aufgenommen.

### Meilensteine und Rekorde
Wie in den vorangegangenen Spielzeiten auch, stellten die Aktiven der NHL im Verlauf der Spielzeit wieder einige NHL- und persönliche Rekorde auf. Als erstem Spieler gelang Brendan Shanahan am 5. Oktober 2006 das 600. Tor seiner NHL-Karriere, womit er der erst 15. Spieler der NHL-Geschichte war, dem dies gelang. Im Verlauf der Saison knackten diese Marke zudem Jaromír Jágr am 19. November 2006 und Joe Sakic am 15. Februar 2007. Jágr und Sakic stellten zudem weitere persönliche Rekorde auf. Sakic erreichte mit einem Assist am 25. Oktober 2006 als 11. Spieler das 1500-Punkte-Plateau, ebenso Jágr am 10. Februar 2007. Der Tscheche Jágr überholte am 21. November 2006 mit zwei Treffern Jari Kurri in der Wertung des Europäers mit den meisten erzielten Toren und vier Tage später mit zwei erzielten Punkten Stan Mikita in der Wertung des Europäers mit den meisten erzielten Punkten. Auch der Finne Teppo Numminen brach einen europäischen Rekord. Am 13. November 2006 stand er zum 1252. Mal in der NHL auf dem Eis und überholte damit seinen Landsmann Jari Kurri in der Wertung des Europäers mit den meisten Spielen in der NHL. Mit Mats Sundin, zugleich der erste schwedische Spieler, am 14. Oktober 2006, Teemu Selänne am 23. November 2006, Peter Bondra und Mark Recchi beide am 26. Januar 2007 und Mike Modano am 13. März 2007 erreichten fünf Spieler in dieser Saison die 500-Tore-Marke. Modano wurde zudem vier Tage später mit seinem 503. Tor der in den Vereinigten Staaten geborene Spieler mit den meisten NHL-Toren. Die zuvorige Bestmarke hatte Joe Mullen gehalten. Joe Thornton schaffte am 5. April 2007, mit seinem 90. Saisonassist, als erst dritter Spieler in der Geschichte der NHL, nach Wayne Gretzky und Mario Lemieux, in zwei aufeinanderfolgenden Spielzeiten 90 oder mehr Tore vorzubereiten. Den wirklich bedeutendsten Rekord brach jedoch Torhüter Martin Brodeur. Nachdem er bereits am 3. April 2007 den 33 Jahre alten Rekord von Bernie Parent, dem damals 47 Siege in einer Saison gelangen, egalisiert hatte, stellte der Kanadier zwei Tage später mit dem 48. Sieg einen neuen Rekord für Siege eines Torhüters während einer Saison auf.

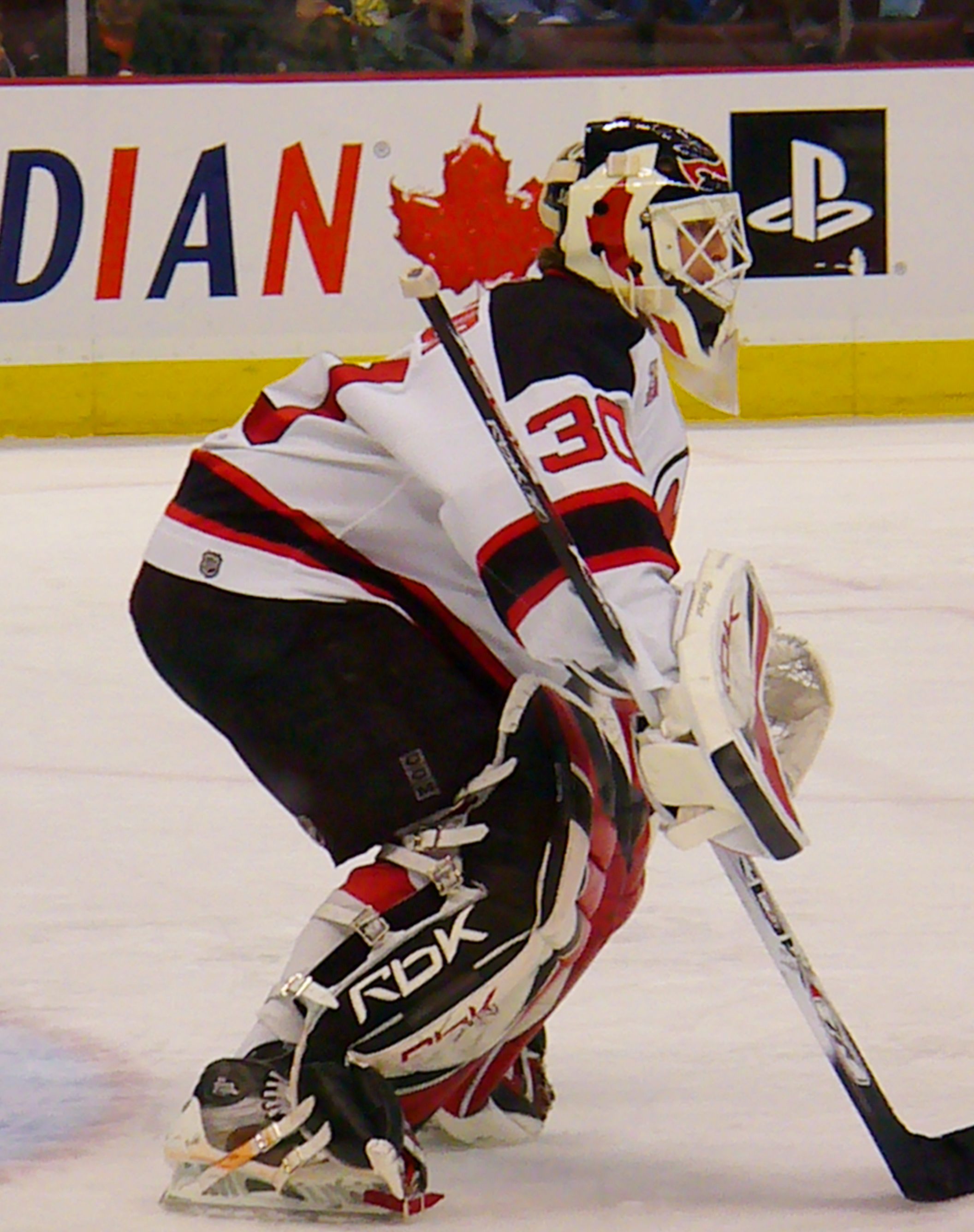
Martin Brodeur stellte mit insgesamt 48 Saisonsiegen einen neuen Rekord auf

Auch einige Rookies und junge Spieler stellten bedeutende neue Rekorde auf oder ein. Der Russe Jewgeni Malkin erzielte als erster Spieler, seit der ersten NHL-Saison 1917/18, in seinen ersten sechs Spielen jeweils ein Tor. Jordan Staal verbuchte am 10. Februar 2007 als jüngster Spieler der NHL-Geschichte einen Hattrick. Paul Stastny, Sohn des bekannten Peter Šťastný, verbesserte zwischen dem 3. Februar und 17. März einen NHL-Rookierekord mit 20 aufeinanderfolgenden Spielen mit mindestens einem erzielten Punkt und der gerade einmal 19 Jahre alte Sidney Crosby gewann als jüngster Spieler die Scorerwertung. Damit ist er der jüngste Spieler überhaupt, dem dieses Kunststück in einer nordamerikanischen Profiliga gelang.
Bei den Teams blieben die Anaheim Ducks bis zum 16. Saisonspiel, am 9. November 2006, in der regulären Spielzeit unbesiegt und stellten den bisherigen Rekord der Edmonton Oilers aus dem Jahr 1984 ein. Die Oilers gewannen am 7. Januar 2007 mit einem Overtime-Sieg über die Los Angeles Kings das 1000 Spiel der Franchise-Geschichte. Einen weiteren NHL-Rekord stellten die San Jose Sharks auf. Sie bestritten zwischenzeitlich 49 Spielen in Folge, die in der regulären Spielzeit endeten und nicht in der Overtime oder im Shootout entschieden wurden. Es war die längste Serie seit Einführung der Overtime zur Saison 1983/84. Der vorherige Rekordhalter waren die Toronto Maple Leafs mit 41 Spielen in Serie in der Saison 1996/97. Für ein weiteres Novum sorgte die Colorado Avalanche, die in der regulären Saison mit 95 Punkten die Playoff-Qualifikation verpasste. Hier hielten bisher die Montréal Canadiens den Rekord mit 92 Punkten aus der Saison 1969/70.

### Rücktritte
Der Kapitän der Philadelphia Flyers, Keith Primeau, musste bereits vor Beginn der Saison am 14. September 2006 wegen der Nachwirkungen einer in der Vorsaison erlittenen Gehirnerschütterung seine Karriere beenden.
Am 11. Oktober 2006, eine Woche nach Saisonstart, gab Greg Johnson von Detroit Red Wings das Ende seiner Karriere bekannt. Johnson war erst während der Sommerpause nach Detroit gewechselt, doch im Trainingslager des Klubs diagnostizierten die Ärzte bei dem 35-jährigen, der bereits zwölf Jahre in der NHL gespielt hatte, einen angeborenen Herzfehler.
Joe Nieuwendyk hatte die Saison noch mit Florida Panthers begonnen, doch nach 15 Spielen gab er am 6. Dezember 2006 sein Karriereende wegen chronischer Rückenprobleme bekannt. Nieuwendyk gewann neben drei Stanley Cups auch olympisches Gold mit Team Canada im Jahr 2002.
Nach dem Ausscheiden seines Teams, den Atlanta Thrashers, in der ersten Runde der Playoffs beendete der 40-jährige Scott Mellanby am 24. April 2007 nach 21 Jahren und 1431 Spielen in der NHL seine Karriere und ging damit als der Spieler mit den drittmeisten Spielen ohne Stanley-Cup-Gewinn in die Geschichte ein.
Brian Leetch, einer der besten US-amerikanischen Verteidiger aller Zeiten, beendete seine Karriere am 24. Mai 2007, vier Tage vor Beginn des Stanley-Cup-Finals. Der Amerikaner hatte 18 Spielzeiten in der NHL verbracht, die gesamte Saison 2006/07 aber kein Team gefunden, das ihm einen neuen Vertrag anbot. Leetch ist der einzige in Amerika geborene Spieler, der die Conn Smythe Trophy als bester Spieler der Playoffs gewinnen konnte, nachdem er mit den New York Rangers in der Saison 1993/94 den Stanley-Cup-Sieg errungen hatte.
Lange nach der Beendigung der Spielzeit, am 14. August 2007, gab mit Mike Ricci von den Phoenix Coyotes ein weiterer Spieler das Ende seiner Karriere bekannt. Ricci spielte insgesamt 16 Jahre in der NHL, konnte nach einer Nackenoperation im Sommer 2006 nie wirklich an seine vorherige Leistungsstärke anknüpfen. In der Saison 1995/96 gewann er mit der Colorado Avalanche den Stanley Cup.

### Sperren

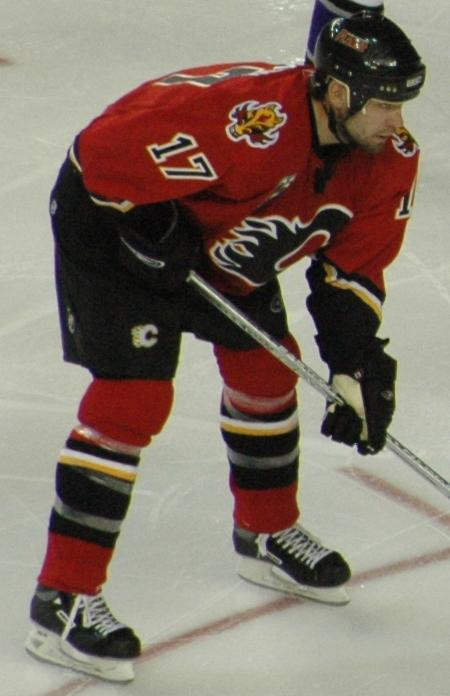
Chris Simon wurde nach einem Stockschlag mit einer Sperre von 25 Spielen belegt

Im Spiel der New York Islanders gegen den Lokalrivalen New York Rangers am 8. März 2007 schlug Islanders-Spieler Chris Simon seinen Kontrahenten Ryan Hollweg im Stile eines Baseballspielers den Schläger ins Gesicht, nachdem dieser ihn zuvor in die Bande gecheckt hatte. Drei Tage später wurde Simon für 25 Spiele (15 in der regulären Saison + 10 in den Play-offs) gesperrt. Dadurch, dass die Islanders weniger als zehn Play-off-Spiele bestritten, wurde die Sperre in die folgende Saison verlängert.
Sean Hill, Verteidiger der New York Islanders, erhielt am 20. April 2007 als erster Spieler in der NHL eine Sperre von 20 Spielen, nachdem er durch einen Test des NHL/NHLPA Performance-Enhancing Substances Program, das mit dem neuen Collective Bargaining Agreement zur Saison 2005/06 eingeführt wurde, gefallen war. Der positiv ausgefallene Test wies Spuren des anabolen Steroids Boldenon auf, welches auf der Liste der Dopingmittel steht.
Ein ähnlicher Vorfall wie beim Spiel der New York Rangers gegen die New York Islanders ereignete sich am 21. April 2007 im sechsten Spiel des Western Conference Viertelfinales zwischen den Detroit Red Wings und den Calgary Flames. Jamie McLennan, der beim Spielstand von 1:5 für die Red Wings für Miikka Kiprusoff in Tor gestellt wurde, erhielt nach einem Stockschlag gegen Detroits Johan Franzén eine Sperre von fünf Spielen.
Des Weiteren gab es mehrere kleine Vergehen, die mit einer Sperre von maximal drei Spielen geahndet wurden.

### Sonstiges
Bei Phil Kessel, Rookie der Boston Bruins, wurde am 11. Dezember 2006 Hodenkrebs diagnostiziert, woraufhin er das Team verließ, um sich einer Operation zu unterziehen. Fünf Tage später wurde die erfolgreiche Entfernung des Tumors vermeldet und Kessel kehrte daraufhin am 9. Januar 2007 zum Team zurück, um für selbiges wieder aufzulaufen.
Nachdem die Los Angeles Kings im Dezember und Januar auf der Torhüterposition vom Verletzungspech verfolgt wurden, beriefen sie am 15. Dezember zunächst den Japaner Yutaka Fukufuji in den Kader, setzten ihn jedoch vorerst nicht ein. Nach seiner zwischenzeitlichen Rückkehr ins Farmteam kehrte er am 12. Januar erneut zu den Kings zurück. Da der etatmäßige Torhüter Barry Brust in der Partie gegen die St. Louis Blues in den ersten beiden Dritteln fünf Gegentore hinnehmen musste, entschied sich Trainer Marc Crawford für einen Torwartwechsel, wodurch Fukufuji am 13. Januar der erste Japaner mit einem Einsatz in der NHL wurde. Bei seinem 20-minütigen Debüt kassierte er ein Gegentor.
Mit dem vorzeitigen Scheitern der Carolina Hurricanes und der Edmonton Oilers in der regulären Saison, nahmen zum ersten Mal in der Geschichte der NHL der Stanley-Cup-Sieger und der Finalist der Vorsaison nicht an den Play-offs teil. Das letzte Mal, dass der Titelverteidiger nicht an der Endrunde teilnahm, war in der Saison 1995/96, als die New Jersey Devils sich nicht für die Play-offs qualifizieren konnten.
Am 6. Juni bezahlten die New York Islanders den noch vier Jahre laufenden Vertrag ihres Mannschaftskapitän Alexei Jaschin aus und trennten sich von ihm. Jaschin hatte 2001 einen Zehnjahresvertrag über insgesamt 87,5 Millionen US-Dollar erhalten, doch zeigte in den vergangenen Jahren nicht die erhoffte Leistung. Deshalb entschied sich das Management der Islanders zu diesem Schritt. Die ausstehenden 17,63 Millionen US-Dollar müssen die Islanders in acht Jahresraten zu je 2,2 Millionen US-Dollar zahlen. Die Raten werden außerdem für die nächsten acht Spielzeiten auf der Gehaltsliste der Islanders geführt werden.

#### Gescheiterter Verkauf und Umsiedlung der Pittsburgh Penguins
Die Pittsburgh Penguins befanden sich bereits in den neunziger Jahren in finanziellen Problemen und durch die kostspielige und veraltete Mellon Arena, das Heimstadion der Penguins, kamen weitere finanzielle Probleme hinzu. Eine Lösung schien gefunden, als die Penguins am 5. Oktober 2006 bekannt gaben, dass der Unternehmer und Milliardär Jim Balsillie eingewilligt hatte, die Mannschaft für 175 Millionen US-Dollar zu kaufen. Schon vorher gab es allerdings Gerüchte, dass Balsillie das Franchise in den Osten Kanadas umsiedeln wollte.

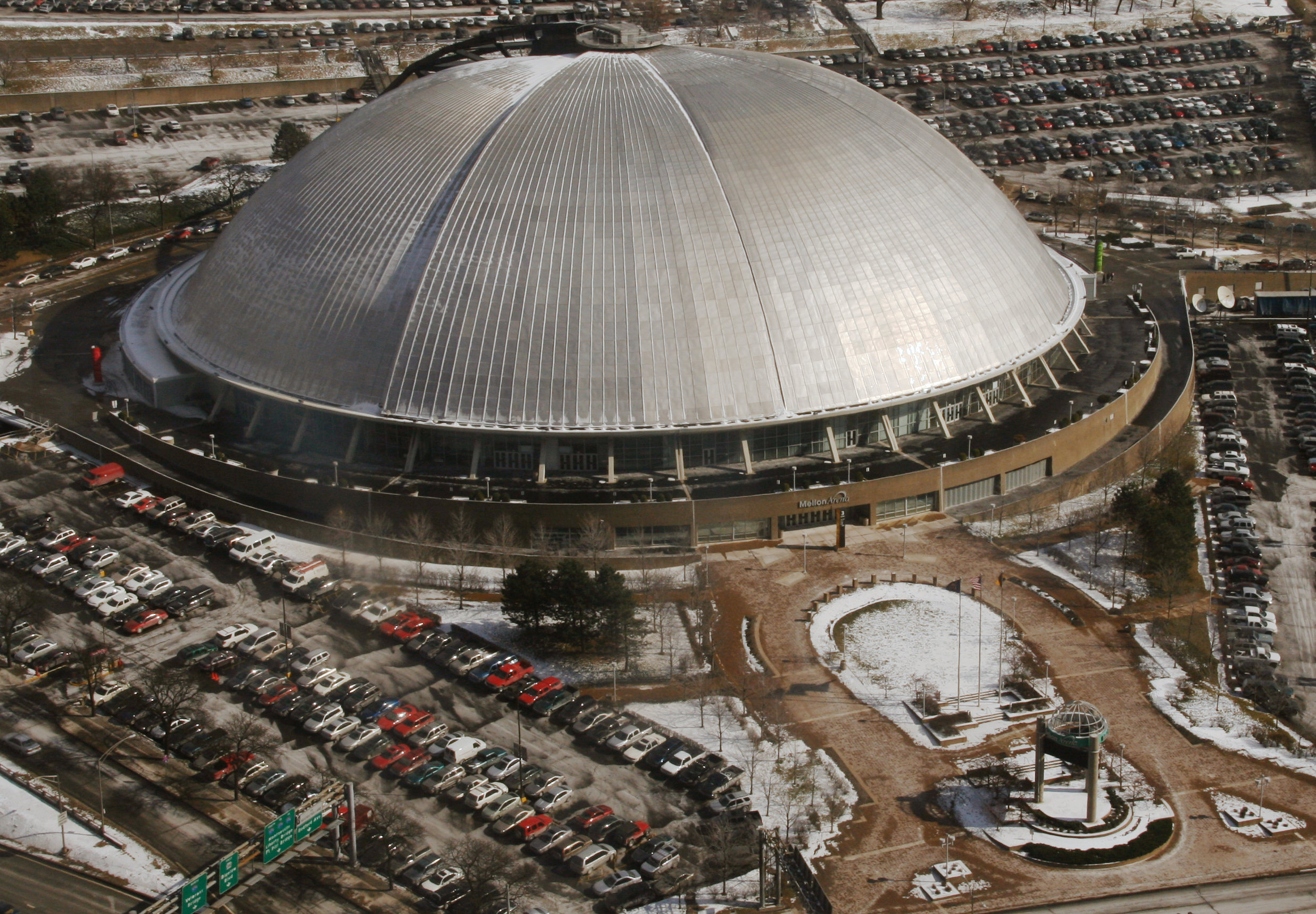
Der „Stein des Anstoßes“: Die Mellon Arena in Pittsburgh

Am 15. Dezember 2006 zog Balsillie seine Einwilligung zum Kauf der Pittsburgh Penguins zurück, da er zu keiner Einigung um die Rahmenbedingungen der Teamübernahme mit der Ligaleitung gekommen war. Die NHL hatte gefordert, dass die Penguins in Pittsburgh bleiben sollten, womit Balsillie nicht einverstanden war. Jedoch wurde die Zukunft des Franchise in den folgenden Tagen und Wochen immer ungewisser. Angewiesen auf eine neue Eishockeyarena hoffte die Teamführung, dass die Glücksspielkette Isle of Capri Casinos eine Lizenz für den Bundesstaat Pennsylvania erhalten würde, da das Unternehmen versprochen hatte in diesem Fall eine 290 Millionen US-Dollar teure Multifunktionsarena in Pittsburgh zu bauen, und somit den Fortbestand der Penguins in Pittsburgh zu gewährleisten. Doch nur fünf Tage nachdem Jim Balsillie vom Kauf des Franchise zurücktrat, entschied der Bundesstaat Pennsylvania, dass die Glücksspielkette keine Lizenz erhalten würde. Kurz darauf erklärte Mario Lemieux, Miteigentümer der Pittsburgh Penguins, dass das Team trotz weiterer Interessenten nicht mehr zum Verkauf stünde und man Verhandlungen mit Städten beginnt, die als mögliches Ziel für eine Umsiedlung in Frage kommen würden.
Im Januar 2007 traf sich Lemieux mit Verantwortlichen der Stadt Kansas City im US-Bundesstaat Missouri und begann Verhandlungen um eine mögliche Umsiedlung der Penguins dorthin. Kansas City verfügte mit dem Sprint Center über eine neue Multifunktionsarena, die das Team mietfrei hätte nutzen können. Parallel bemühte sich die Führung der Penguins aber auch mit den Verantwortlichen der Stadt Pittsburgh und des Bundesstaates Pennsylvania einen Plan zur Finanzierung einer neuen Arena auszuarbeiten. Nachdem diese Verhandlungen zwischenzeitlich abgebrochen wurden und ein Umzug nach Kansas City immer wahrscheinlicher wurde, konnte am 13. März 2007 doch eine Einigung über einen Finanzierungsplan für eine neue Arena erreicht werden. Die Vereinbarung garantiert einen Verbleib der Penguins in Pittsburgh für mindestens 30 Jahre und die Fertigstellung des neuen Heimstadions während der Saison 2010/11.

## Medienpräsenz und Zuschauerzahlen
Die Mannschaften konnten nach dem Abschluss der regulären Saison ein Rekordergebnis bei den Zuschauerzahlen verzeichnen. Insgesamt kamen 20.861.787 Zuschauer zu den 1.230 Spielen, wodurch eine Auslastung der Arenen von 91,7 Prozent erreicht wurde. Der Spitzenreiter bei den Besucherzahlen waren die Montréal Canadiens, die in jedem ihrer 41 Heimspiele das 21.273 Zuschauer fassende Centre Bell füllen konnten. Dahinter folgten die Detroit Red Wings, deren 20.066 Plätze in der Joe Louis Arena ebenfalls in jedem Spiel besetzt waren. Dadurch stellten sie einen Rekord auf, da die Joe Louis Arena seit dem 10. Dezember 1996 und somit in 452 aufeinanderfolgenden Spielen inklusive Play-offs ausverkauft war. Insgesamt erreichten 16 der 30 Mannschaften eine Auslastung der Kapazität von mindestens 97 Prozent.
Bei den Einschaltquoten musste der Eishockeysport allerdings, zumindest in den Vereinigten Staaten, Rückschläge einstecken, sodass er bei den Mannschaftssportarten weiterhin deutlich hinter Baseball, American Football und Basketball rangierte. Besonders betroffen waren davon die Fernsehsender NBC und Versus, die die Rechte für die Live-Übertragung in den gesamten USA hielten. Die Durchschnittsquoten von NHL on NBC gingen im Vergleich zur Vorsaison leicht zurück. Während zu den Übertragungen im Spieljahr 2005/06 im Schnitt 1,1 Prozent aller US-amerikanischen Haushalte einschalteten, waren es in der Saison 2006/07 nur 1,0 Prozent. Vor allem während der Übertragung der Finalspiele 3 bis 5 um den Stanley Cup machte sich der Quotenrückgang deutlich, da die Quoten um 20 Prozent niedriger waren als im Vorjahr und somit einen Negativrekord darstellten. Die Quoten des Kabelsenders Versus hingegen konnten, nach den negativen Prognosen wegen des Lockout in der Saison 2004/05, als Erfolg angesehen werden. Konnte ESPN, die bis 2004 die Kabelrechte für NHL-Spiele hielten, in der Saison 2003/04 im Durchschnitt 209.000 Zuschauer vor den Bildschirm locken, so waren es in dieser Saison beim aktuellen Rechtehalter Versus 216.000 Zuschauer.
Mit dem Blick auf andere Sportarten konnten diese Zahlen trotzdem nicht als großer Erfolg gewertet werden. In der Quotenrangliste von Sportübertragungen der Woche vom 16. bis zum 24. April in der New York Metro Area konnte das von NBC übertragene Samstagspiel der NHL-Play-offs zwischen den New York Rangers und den Atlanta Thrashers nur den zwölften Platz, mit 1,9 Prozent Marktanteil, erreichen. Besser platziert waren Übertragungen von Poker, Basketball, NASCAR, Golf, Baseball und sogar Wrestling.
Bei den regionalen Fernsehanstalten zeigte sich ein gemischtes Bild nach den ersten Monaten der Saison. Die Chicago Blackhawks kristallisierten sich als einer der Gewinner auf dem Fernsehmarkt heraus, als ihr lokaler Fernsehsender CSN Chicago mit den Übertragungen bessere Quoten erreichte als erwartet. Bedingt durch die Jungstars Sidney Crosby, Jewgeni Malkin und Jordan Staal konnte FSN Pittsburgh bei den Einschaltquoten zu den Übertragungen der Pittsburgh Penguins sogar um 40 Prozent im Vergleich zum Vorjahr zulegen, doch gehörte damit allerdings zu den Ausnahmen auf dem US-amerikanischen Markt. FSN Florida erwartete für die Florida Panthers eine Einschaltquote von einem Prozent, doch die Erwartungen wurden um 77 Prozent unterschritten. Der regionale TV-Partner SportSouth der Atlanta Thrashers verfehlte die erwarteten Einschaltquoten um 70 Prozent, die nur bei 0,1 Prozent lagen und FSN New York verbuchte für die New York Islanders sogar einen noch niedrigeren Wert. Selbst die Detroit Red Wings, die in einem der lukrativsten Eishockeymärkte der USA beheimatet sind, mussten Verluste von fast 50 Prozent im Vergleich zur Vorsaison hinnehmen. Dieser Rückgang stand jedoch zum Teil im Zusammenhang mit dem plötzlichen Aufschwung des Baseballteams der Detroit Tigers aus der MLB, die nach über zehn Jahren ohne nennenswerte Erfolge sich in der Saison 2006 stark verbesserten und bis ins Finale der World Series vordringen.
Der Stellenwert des Eishockeys in den Vereinigten Staaten wurde während eines Play-off-Spiels zwischen den Buffalo Sabres und den Ottawa Senators deutlich. Nach 60 Minuten stand es Unentschieden und das Spiel ging in die Verlängerung, doch statt das restliche Spiel weiterhin zu zeigen, begann NBC mit der Vorberichterstattung des Preakness Stakes, einem Pferderennen. Die Zuschauer wurden daraufhin auf den Kabelsender Versus verwiesen, den jedoch nur 62,5 Prozent aller Haushalte empfangen konnten. Nur für die Zuschauer im Fernsehmarkt der Buffalo Sabres übertrug NBC das Spiel weiter.
In Kanada hingegen erfreute sich die Übertragung der NHL-Spiele, wie in den Vorjahren, großer Beliebtheit und Eishockey behielt seinen Ruf als populärste Mannschaftssportart. Die Sendung Hockey Night in Canada war das Flaggschiff des Fernsehsenders CBC und konnte sich fast in jeder Woche unter den zehn Sendungen mit den höchsten Einschaltquoten präsentieren. In der Woche vom 4. bis zum 10. April hatte die Übertragung des Stanley-Cup-Finals sogar die Spitzenposition inne. Der Kabelsender TSN konnte auch positive Zahlen verbuchen, obwohl sie hauptsächlich Spiele von US-amerikanischen Mannschaften übertrugen und somit die für das kanadische Publikum weniger interessanten. Zu Beginn der Play-offs konnten sie bereits eine um 20 Prozent bessere Einschaltquote verzeichnen als im Vorjahr.
Im Großteil Europas wurden Spiele der NHL über den Sender NASN live und zeitversetzt übertragen. NASN verwendete dabei die gesamte Berichterstattung der Sender CBC, TSN, Versus und FSN. Zudem zeigte in Großbritannien der Sender Five NHL-Partien. Als in der zweiten Runde der Play-offs mit den New York Rangers und den Buffalo Sabres zwei Mannschaften mit je einem österreichischen Spieler aufeinander trafen, erwarb der öffentliche Österreichische Rundfunk (ORF) kurzfristig die Übertragungsrechte für die Serie. Der ORF führte die Live-Berichterstattung auch im Finale der Eastern Conference zwischen den Ottawa Senators und den Buffalo Sabres mit dem Österreicher Thomas Vanek fort und übertrug auch das Stanley-Cup-Finale ohne Beteiligung eines österreichischen Spielers.

## Reguläre Saison

### Modus
Die 30 NHL-Teams sind in zwei Conferences, die Eastern und die Western Conference, zu je 15 Teams aufgeteilt. Die beiden Conferences sind in weitere je drei Divisions mit je fünf Teams aufgesplittet, die in etwa in der gleichen Landesregion liegen.
Insgesamt bestreitet jedes Team im Verlauf der regulären Saison 82 Saisonspiele, davon 41 auf heimischen Eis und 41 auf dem des gegnerischen Teams. Im Gegensatz zu der in Europa gängigen Methode gegen jede Mannschaft gleich viele Spiele im Saisonverlauf zu bestreiten, treten die Teams der NHL unterschiedlich oft gegeneinander an. So spielen Mannschaften, die derselben Division angehören, im Verlauf der Saison acht Mal gegeneinander. Mannschaften, die in der gleichen Conference, jedoch nicht in der gleichen Division ansässig sind, spielen viermal gegeneinander. Gegen Teams der gegnerischen Conference bestreitet jedes Team insgesamt zehn Spiele, was dazu führt, dass ein Team trotz eines 82 Spiele umfassenden Spielplans gegen fünf Teams überhaupt keine Spiele bestreitet. Die zehn Spiele teilen sich in je fünf Heimspiele, die alle gegen Mannschaften aus einer Division ausgetragen werden, sowie fünf Auswärtsspiele, die ebenfalls gegen eine weitere Division ausgespielt werden.
Hierzu eine tabellarische Erläuterung des Modus am Beispiel des amtierenden Stanley-Cup-Gewinners Carolina Hurricanes, der in der Southeast Division der Eastern Conference spielt:
| Conference                    | Division                      | Gegnerisches Team             | Spiele | Heimspiele | Auswärtsspiele | Summe |
| Eastern Conference            | Southeast Division            | Atlanta Thrashers             | 8      | 4          | 4              | 32    |
| Eastern Conference            | Southeast Division            | Florida Panthers              | 8      | 4          | 4              | 32    |
| Eastern Conference            | Southeast Division            | Tampa Bay Lightning           | 8      | 4          | 4              | 32    |
| Eastern Conference            | Southeast Division            | Washington Capitals           | 8      | 4          | 4              | 32    |
| Eastern Conference            | Atlantic Division             | New Jersey Devils             | 4      | 2          | 2              | 20    |
| Eastern Conference            | Atlantic Division             | New York Rangers              | 4      | 2          | 2              | 20    |
| Eastern Conference            | Atlantic Division             | New York Islanders            | 4      | 2          | 2              | 20    |
| Eastern Conference            | Atlantic Division             | Philadelphia Flyers           | 4      | 2          | 2              | 20    |
| Eastern Conference            | Atlantic Division             | Pittsburgh Penguins           | 4      | 2          | 2              | 20    |
| Eastern Conference            | Northeast Division            | Boston Bruins                 | 4      | 2          | 2              | 20    |
| Eastern Conference            | Northeast Division            | Buffalo Sabres                | 4      | 2          | 2              | 20    |
| Eastern Conference            | Northeast Division            | Montréal Canadiens            | 4      | 2          | 2              | 20    |
| Eastern Conference            | Northeast Division            | Ottawa Senators               | 4      | 2          | 2              | 20    |
| Eastern Conference            | Northeast Division            | Toronto Maple Leafs           | 4      | 2          | 2              | 20    |
| Western Conference            | Pacific Division              | Anaheim Ducks                 | 1      | 1          | 0              | 5     |
| Western Conference            | Pacific Division              | Dallas Stars                  | 1      | 1          | 0              | 5     |
| Western Conference            | Pacific Division              | Los Angeles Kings             | 1      | 1          | 0              | 5     |
| Western Conference            | Pacific Division              | Phoenix Coyotes               | 1      | 1          | 0              | 5     |
| Western Conference            | Pacific Division              | San Jose Sharks               | 1      | 1          | 0              | 5     |
| Western Conference            | Northwest Division            | Calgary Flames                | 1      | 0          | 1              | 5     |
| Western Conference            | Northwest Division            | Colorado Avalanche            | 1      | 0          | 1              | 5     |
| Western Conference            | Northwest Division            | Edmonton Oilers               | 1      | 0          | 1              | 5     |
| Western Conference            | Northwest Division            | Minnesota Wild                | 1      | 0          | 1              | 5     |
| Western Conference            | Northwest Division            | Vancouver Canucks             | 1      | 0          | 1              | 5     |
| Western Conference            | Central Division              | Chicago Blackhawks            | 0      | 0          | 0              | 0     |
| Western Conference            | Central Division              | Columbus Blue Jackets         | 0      | 0          | 0              | 0     |
| Western Conference            | Central Division              | Detroit Red Wings             | 0      | 0          | 0              | 0     |
| Western Conference            | Central Division              | Nashville Predators           | 0      | 0          | 0              | 0     |
| Western Conference            | Central Division              | St. Louis Blues               | 0      | 0          | 0              | 0     |
| Gesamtanzahl der Saisonspiele | Gesamtanzahl der Saisonspiele | Gesamtanzahl der Saisonspiele | 82     | 41         | 41             | 82    |

Am Ende der regulären Saison qualifizieren sich aus jeder Conference die drei Divisionssieger, sowie die fünf weiteren punktbesten Teams der Conference für die Play-offs, die im Anschluss an die reguläre Saison stattfinden und im K.-o.-System ausgetragen werden. Das punktbeste Team der Saison wird mit der Presidents’ Trophy ausgezeichnet.
Bei Spielen, die nach der regulären Spielzeit von 60 Minuten unentschieden bleiben, folgt eine fünfminütige Overtime, die mit jeweils vier statt der regulären fünf Feldspieler pro Mannschaft ausgetragen wird. Steht auch nach der Overtime kein Sieger fest, kommt es zum Shootout zwischen den Teams bis ein Sieger gefunden ist.
Bei Punktgleichheit zwischen zwei oder mehreren Teams zählt zunächst die größere Anzahl an gewonnenen Spielen, danach der direkte Vergleich zwischen den Teams und letztlich die bessere Tordifferenz über die gesamte Saison gesehen.

### Saisonverlauf

#### Oktober 2006
Der Titelverteidiger Carolina Hurricanes begann die Saison mit einem klassischen Fehlstart und konnte keines der ersten vier Spiele gewinnen. Die Buffalo Sabres hingegen präsentierten sich gleich zu Beginn in einer sehr guten Form und stellten mit zehn Siegen in Folge den 14 Jahre alten Startrekord der Toronto Maple Leafs ein. Erst im elften und damit auch letzten Spiel des Monats kassierten sie ihre erste Niederlage, diese allerdings erst im Shootout, sodass die Sabres im gesamten Monat Oktober nach der regulären Spielzeit ungeschlagen blieben. Das Gleiche gelang auch den Anaheim Ducks, die in ihren ersten zwölf Spielen der Saison zwar drei Spiele verloren, allerdings nur nach Verlängerung oder Shootout. Den schlechtesten Start in die Saison erwischten die Phoenix Coyotes um ihren Trainer Wayne Gretzky, die neun ihrer ersten zwölf Spiele verloren. Sie verstärkten sich am Monatsende mit dem bis dahin vertragslosen Free Agent Yanic Perreault. Nicht viel besser gelang der Beginn der neuen Spielzeit den Philadelphia Flyers. Nachdem sie nur eins der ersten acht Spielen gewonnen hatten, entließen sie Trainer Ken Hitchcock und General Manager Bobby Clarke trat von seinen Ämtern zurück. Zu den Frühstartern unter den Spielern gehörte Martin Havlát von den Chicago Blackhawks, der nach sieben Spielen bereits 13 Punkte verbucht hatte. Ähnlich stark präsentierte sich Marián Hossa von den Atlanta Thrashers. Havlát verletzte sich jedoch am 21. Oktober und konnte seine Serie vorerst nicht mehr fortsetzten. Er kehrte erst Anfang Dezember in den Kader der Blackhawks zurück.

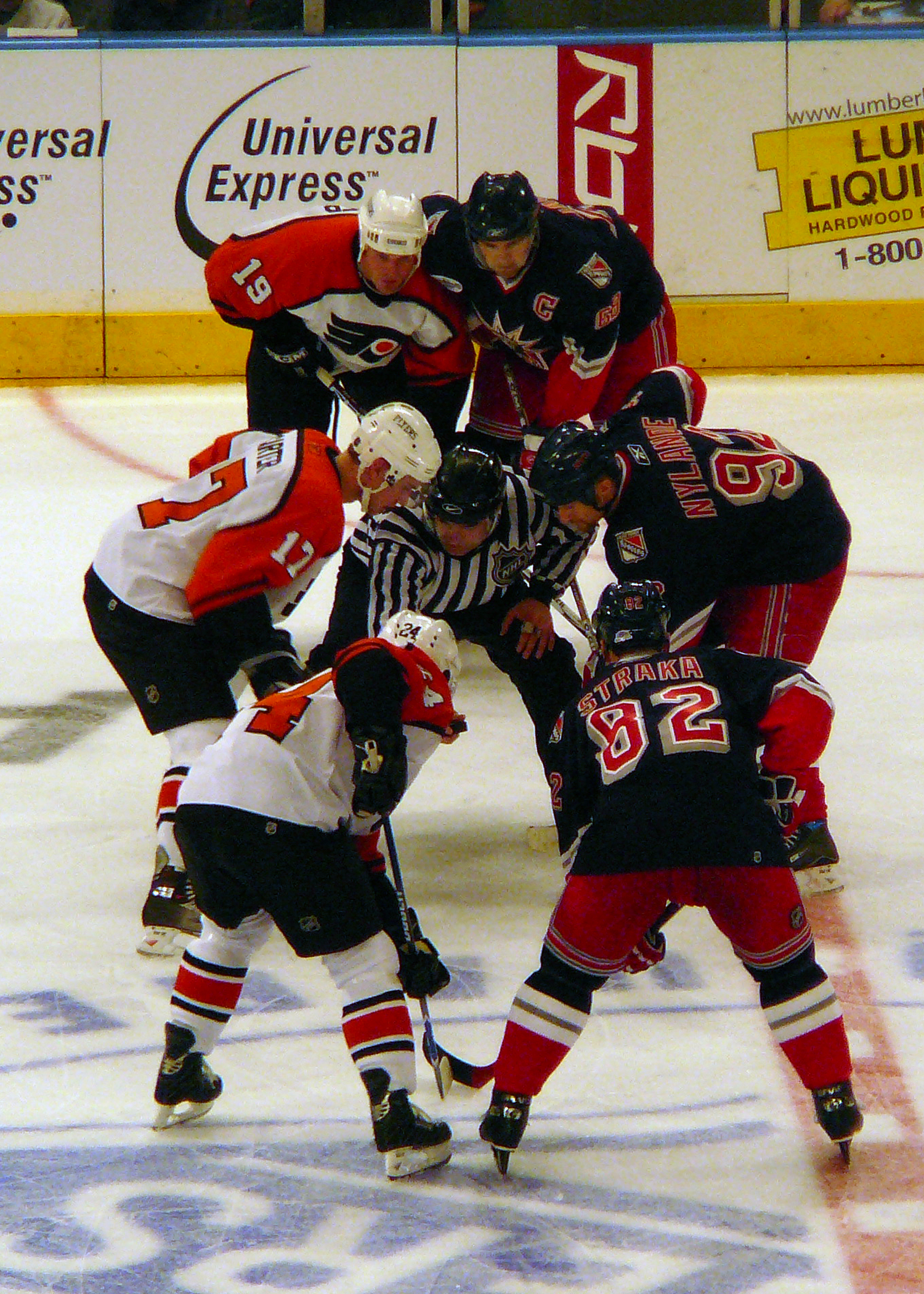
Die Philadelphia Flyers (weiße Trikots), hier im Duell gegen die New York Rangers, starteten schwach in die Saison

Zum Spieler des Monats wurde Ryan Miller, der Torhüter der Buffalo Sabres, gewählt. Er war den gesamten Monat in insgesamt neun Partien, die er bestritten hatte, in der regulären Spielzeit ungeschlagen geblieben. Die Auszeichnung zum „Rookie des Monats“ erhielt Jewgeni Malkin von den Pittsburgh Penguins, dem in seinen ersten fünf NHL-Partien jeweils ein Tor gelang.

#### November 2006
Die Anaheim Ducks konnten an ihre gute Leistung aus dem Vormonat anknüpfen und eroberten die Spitzenposition in der Liga vor den Buffalo Sabres. Mit den San Jose Sharks spielte ein weiteres kalifornisches Team einen sehr erfolgreichen Monat. Von ihren 13 Spielen konnten sie zehn gewinnen. Die Columbus Blue Jackets hingegen, die bereits zu Saisonbeginn schwächelten, steckten in einer Krise, die zur Entlassung von Trainer Gerard Gallant führte, der nur elf Punkte aus 15 Spielen holen konnte. Die personelle Änderung zeigte jedoch vorerst keine Wirkung, und in den restlichen acht Spielen im Monat November gewannen sie nur ein Spiel und verloren sieben. Auch die Chicago Blackhawks wechselten zwei Wochen später ihren Cheftrainer Trent Yawney aus, nachdem er die in ihn gesetzten Erwartungen nicht erfüllen konnte. Jaromír Jágr von den New York Rangers konnte mit zwölf Toren und 25 Assists aus 25 Spielen die Führung in der Wertung des besten Scorer vor Marián Hossa von den Atlanta Thrashers erobern, der auf 35 Punkte kam.
Am 15. November wurde zum ersten Mal der Mark Messier Leadership Award verliehen. Gemeinsam mit dem ehemaligen NHL-Spieler Mark Messier führte die NHL diese Trophäe ein, die während der Saison fünf Mal an den besten Führungsspieler des Monats verliehen wird und zum Saisonende an den besten Führungsspieler der Saison. Der erste Preisträger dieser neuen Auszeichnung war Brendan Shanahan von den New York Rangers.
Als Spieler des Monats zeichnete die Liga Anaheims finnischen Stürmer Teemu Selänne aus, der sein Team an die Ligaspitze geführt hatte und mit 23 Punkten im November die meisten aller Spieler gesammelt hatte. Zum Rookie des Monats wurde, wie bereits im Oktober, Jewgeni Malkin gewählt.

#### Dezember 2006
Die Detroit Red Wings präsentierten sich als das stärkste Team des Monats und gewannen elf ihrer 15 Spiele. Die Columbus Blue Jackets konnten sich nach ihrem Trainerwechsel im November von ihrer Krise erholen und präsentierten sich vor allem in den ersten zwei Wochen des Monats mit einer fünf Spiele andauernden Siegesserie in guter Form. Die Buffalo Sabres bewiesen weiterhin, dass sie konstant auf hohen Niveau spielen konnten und behielten die Spitzenposition im Osten. Zur Tabellenführung in der gesamten NHL reichte es aber trotz einer kleinen Schwächeperiode der Anaheim Ducks nicht, die den ersten Platz weiterhin verteidigten. Der Stanley-Cup-Finalist der Vorsaison, die Edmonton Oilers, mussten nach einem soliden Saisonbeginn ihre erste Schwächephase erleben. Nachdem sie noch zu Beginn des Dezembers drei Siege verbuchen konnten, verloren sie acht der zehn darauffolgenden Spiele. Dadurch rutschten die fünf Teams der Northwest Division Mitte des Monats in der Tabelle bis auf zwei Punkte aneinander. Die schwächste Mannschaft der Liga blieben weiterhin die Philadelphia Flyers, die zehn Niederlagen in Folge hinnehmen mussten. Die St. Louis Blues zogen die Konsequenzen aus ihrer sportlichen Talfahrt und entließen Cheftrainer Mike Kitchen. Inkonstant präsentierten sich die New York Rangers, als auf eine fünf Spiele andauernde Siegesserie sieben Niederlagen folgten.

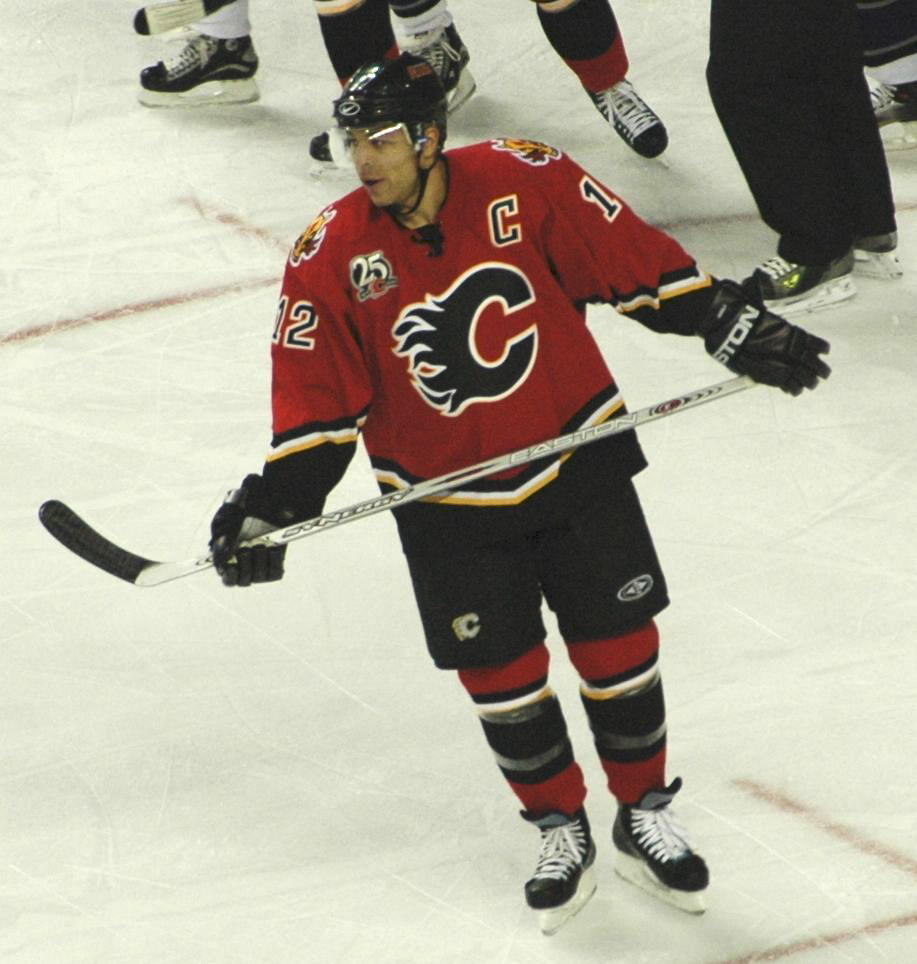
Jarome Iginla wurde zum Spieler des Monats Dezember ernannt

Im Kampf um den Titel als bester Scorer überholte Sidney Crosby von den Pittsburgh Penguins den bis dahin führenden Jaromír Jágr. Crosby erzielte in vier aufeinanderfolgenden Partien 14 Punkte, wobei der Höhepunkt der 8:4-Sieg gegen die Philadelphia Flyers am 13. Dezember war, als er ein Tor erzielte, fünf weitere vorbereitete und dadurch die Führung in der Scorerliste übernahm.
Für herausragende Leistungen sorgte im Dezember Torhüter Martin Brodeur von den New Jersey Devils. Am 8. Dezember feierte er mit einem Erfolg über die Philadelphia Flyers seinen 462. Sieg seiner NHL-Karriere und rückte damit in der ewigen Bestenliste auf den zweiten Rang. Am 26. Dezember gelang ihm zudem sein 85. Karriere-Shutout, was in der NHL-Geschichte zuvor nur Terry Sawchuk und George Hainsworth gelungen war.
Die Ehren zum Spieler des Monats wurden Jarome Iginla von den Calgary Flames zu teil, der mit 26 Punkten die meisten Punkte aller Spieler im Dezember sammelte, und der Pole Wojtek Wolski von der Colorado Avalanche erhielt die Auszeichnung zum Rookie des Monats.

#### Januar 2007
Im Januar eroberten die Nashville Predators erstmals den ersten Platz in der Liga. Mit zehn Siegen in 13 Spielen waren sie das stärkste Team des Monats und überholten sowohl die Anaheim Ducks als auch die Buffalo Sabres, die beide Schwächen zeigten. Von der Schwäche der Sabres profitierten vor allem die New Jersey Devils, die den Abstand in der Eastern Conference deutlich verringern konnten. Der Kampf um die Tabellenführung in der Northwest Division gestaltete sich weiterhin eng, allerdings hatten die Edmonton Oilers und die Colorado Avalanche leicht den Anschluss verloren. Am Tabellenende der NHL standen weiterhin die Philadelphia Flyers, die nur zwei ihrer zwölf Spiele gewannen. Mit derselben Ausbeute an Siegen mussten sich auch die Chicago Blackhawks begnügen, die im Vormonat nach dem Trainerwechsel noch zu den stärksten Mannschaften gehört hatten. Auch die Boston Bruins und die Los Angeles Kings befanden sich in einer Krise.
Dany Heatley, der mit seiner Leistung maßgeblich zum Aufschwung der Ottawa Senators beigetragen hatte, erhielt die Auszeichnung zum Spieler des Monats. Zum Rookie des Monats wurde Ryane Clowe von den San Jose Sharks gewählt, der sich nach Verletzungen zu Saisonbeginn in Form gespielt hatte.

##### NHL All-Star Game
- Hauptartikel: 55. National Hockey League All-Star Game

Das 55. NHL All-Star Game fand am 24. Januar 2007 im American Airlines Center in Dallas, Texas statt. Im Rahmen der Veranstaltung gab es an den Tagen zuvor mehrere Wettbewerbe und offizielle Termine, wie das YoungStars Game, die SuperSkills Competition und die Präsentation der von Reebok neu entwickelten Trikots, die aber der Saison 2007/08 getragen werden.
Das All-Star Game, für das die besten Spieler der Mannschaften der Eastern und Western Conference von den Fans und den All-Star-Trainern Lindy Ruff und Randy Carlyle ausgewählt wurden, bildete den Höhepunkt. Nach einem ausgeglichenen ersten Drittel zwischen den beiden Mannschaften, die von Brendan Shanahan und Joe Sakic angeführt wurden, verschaffte sich das All-Star Team der Western Conference im zweiten Drittel einen deutlichen Vorsprung. Im letzten Drittel konnte die Mannschaft der Eastern Conference nicht mehr verkürzen und verlor das Spiel schließlich mit 9:12 Toren. Trotzdem wurde mit Daniel Brière ein Spieler der unterlegenen Mannschaft als All-Star Game MVP ausgezeichnet, da er ein Tor selbst erzielt und drei weitere vorbereitet hatte. Enttäuschend verlief die Begegnung hingegen für die Superstars Joe Thornton und Sidney Crosby, die weder ein Tor noch einen Assist für sich verbuchen konnten.

#### Februar 2007
Im Februar eroberten die Buffalo Sabres die Führung in der NHL zurück. Die Tampa Bay Lightning gehörten zu den besten Teams des Monats mit neun Siegen in 13 Spielen und konnten somit in der Southeast Division den Rückstand von anfangs zehn Punkten auf die Atlanta Thrashers bis zum Monatsende in einen Zwei-Punkte-Vorsprung umwandeln. Während Tampa Bay sich in einer Hochphase befand, konnte Atlanta nur drei von zwölf Spielen gewinnen. Rückschläge im Kampf um die Play-off-Plätze mussten unter anderem die New York Rangers und Montréal Canadiens hinnehmen, die New York Islanders hingegen konnten mit neun Siegen ihre Position in den Play-off-Rängen festigen. In der Northeast Division mussten die Colorado Avalanche und Edmonton Oilers Rückschläge hinnehmen, da der Rückstand zu den drei vor ihnen platzierten Mannschaften immer größer und auch der Rückstand auf die Play-off-Positionen in der Western Conference immer weiter anwuchs. Für die Pittsburgh Penguins ging Mitte Februar eine über einen Monat andauernde Erfolgsserie zu Ende, als sie nach 16 Spielen erstmals wieder nach 60 Minuten verloren. Während der 16 Spiele konnten sie 14 Siege verbuchen und unterlagen lediglich einmal nach Verlängerung und einmal im Penaltyschießen.

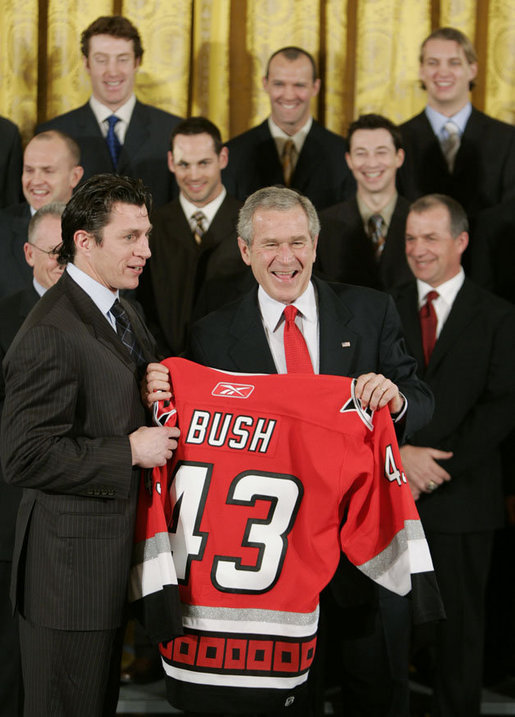
Die Carolina Hurricanes mit Kapitän Rod Brind’Amour (links) zu Gast im Weißen Haus bei US-Präsident George W. Bush

Am 2. Februar besuchte die Mannschaft des amtierenden Stanley-Cup-Siegers Carolina Hurricanes das Weiße Haus in Washington und traf dort US-Präsident George W. Bush.
Für Aufsehen sorgte ein Spiel zwischen den Buffalo Sabres und den Ottawa Senators am 22. Februar. Nach einem harten Check von Ottawas Chris Neil gegen Buffalos Stürmerstar Chris Drury, der daraufhin verletzt das Eis verlassen musste, entwickelte sich wenig später eine Massenschlägerei zwischen der besten Reihe der Senators und den härtesten Spielern der Sabres, in die auch die beiden Torhüter Martin Biron und Ray Emery verwickelt waren. Beide wurden daraufhin vom Spiel ausgeschlossen. Insgesamt wurden an die beteiligten Spieler 102 Strafminuten ausgesprochen und Buffalos Trainer Lindy Ruff musste eine Strafe in Höhe von 10.000 US-Dollar zahlen, da die Ligaleitung der Meinung war, dass er seine Spieler zu der Racheaktion animiert hatte.
Zu den Höhepunkten des Monats gehörte auch das Ende der Transferperiode am 27. Februar. In den letzten Stunden wurden viele Transfers zwischen den Mannschaften durchgeführt. Der wohl spektakulärste Transfer fand wenige Minuten vor dem Transferschluss statt, als Ryan Smyth, das „Gesicht“ und Top-Scorer der Edmonton Oilers, zu den New York Islanders transferiert wurde.
Detroits Henrik Zetterberg, der im Verlauf des Monats zweimal zum Spieler der Woche gekürt worden war, wurde als Spieler des Monats benannt. Er hatte im Verlauf des Monats 25 Punkte verbucht und dabei fünf spielentscheidende Tore erzielt. Nach Wojtek Wolski im Dezember erhielt mit Paul Stastny ein weiterer Rookie der Colorado Avalanche die Auszeichnung zum Rookie des Monats.

#### März 2007
Im März verteidigten die Buffalo Sabres weiterhin die Führung in der NHL, jedoch betrug der Vorsprung auf die Anaheim Ducks und die Detroit Red Wings nur einen Punkt und auf die Nashville Predators zwei Punkte. Als bestes Team des Monats präsentierten sich die Pittsburgh Penguins, die mit zwölf Siegen aus 17 Spielen die Führung in der Atlantic Division übernahmen. In der Western Conference fielen im Laufe des Monats mehrere Vorentscheidungen im Kampf um die Play-off-Plätze. Während sich sieben Mannschaften schon für die Play-offs qualifizieren konnten, durften sich sechs Teams schon keine Hoffnungen mehr machen und nur noch die Calgary Flames und die Colorado Avalanche kämpften um den letzten verbliebenen Qualifikationsplatz. Colorado lag zum Ende des Monats zwar mit sieben Punkten zurück, doch es existierte noch eine kleine Chance, besonders da sie zwei ihrer letzten vier Saisonspiele im April gegen den direkten Konkurrenten aus Calgary absolvieren mussten. In der Eastern Conference schwanden immer mehr die Hoffnungen von Titelverteidiger Carolina Hurricanes auf eine Teilnahme an den Play-offs, während sich im Kampf um die letzten drei Play-off-Plätze im Osten ein Fünfkampf zwischen den Toronto Maple Leafs, Tampa Bay Lightning, Montréal Canadiens, New York Rangers und New York Islanders anbahnte, wobei die Islanders mit den wenigsten Punkten der fünf Mannschaften die schlechtesten Chancen hatten. Einen ganz bitteren Monat mussten die Edmonton Oilers erleben, als sie nur eins von 14 Spielen gewinnen konnten.
Joe Thornton von den San Jose Sharks sorgte dafür, dass es im Kampf um den Titel des besten Scorer noch einmal spannend wurde, als er am 24. März mit einem Tor und einem Assist bis auf vier Punkte an den Führenden Sidney Crosby herankam. Doch Crosby konnte seinen Vorsprung in den letzten vier Spielen des Monats wieder auf zwölf Punkte ausbauen. Ein weiterer Spieler der San Jose Sharks konnte im März ebenfalls durch eine besondere Leistung auf sich aufmerksam machen. Torhüter Jewgeni Nabokow schaffte innerhalb von vier Spielen drei Shutouts, was keinem anderen Torhüter im Saisonverlauf gelang.
Die letzte monatliche Auszeichnung zum Spieler des Monats erhielt Colorados Torhüter Peter Budaj, der in zwölf Spielen zehn Siege feiern konnte und nur zwei Niederlagen nach Verlängerung einstecken musste. Buffalos Stürmer Drew Stafford wurde zum Rookie des Monats benannt, da er in 15 Spielen neun Tore erzielen konnte.

#### April 2007
Die Buffalo Sabres sicherten sich am 7. April mit einem Sieg im vorletzten Spiel über die Washington Capitals zum ersten Mal in ihrer Geschichte die Presidents’ Trophy als bestes Team der regulären Saison mit 113 Punkten. Den ersten Platz in der Western Conference belegten die Detroit Red Wings, die zwar ebenso viele Punkte wie Buffalo erzielen konnten, dabei aber weniger Siege einfuhren. Obwohl die Calgary Flames alle vier Spiele im April verloren, konnte die Colorado Avalanche im Kampf um den letzten Play-off-Platz im Westen nicht mehr an ihnen vorbeiziehen. In der Eastern Conference sollte die Entscheidung um den letzten Platz für die Qualifikation zwischen den Montréal Canadiens, Toronto Maple Leafs und New York Islanders fallen. Die Maple Leafs mussten gleich gegen beide Konkurrenten in ihren letzten zwei Saisonspielen antreten und hätten sie im ersten Spiel bereits die New York Islanders geschlagen, hätte das US-amerikanische Team bereits jegliche Hoffnung auf die Qualifikation begraben können. Die Islanders gewannen das Spiel und die Maple Leafs waren dadurch gezwungen gegen die Montréal Canadiens zu gewinnen. In einer kämpferischen Partie ging Toronto mit 3:1 in Führung, aber die Canadiens drehten das Spiel in ein 3:5. Am Ende konnten aber doch die Maple Leafs jubeln, die das Spiel mit 6:5 gewannen. Toronto musste nun hoffen, dass die New York Islanders ihr letztes Spiel gegen die New Jersey Devils verlieren, doch dazu kam es nicht. Zwar mussten die Islanders einen herben Rückschlag einstecken, als die Devils eine Sekunde vor Schluss den schon sicher geglaubten Sieg der Islanders verhinderten und das 2:2 erzielten, doch im Shootout siegten schließlich die Islanders und zogen damit in die Play-offs ein. Die Atlanta Thrashers feierten eine Premiere, da sie sich erstmals für die Play-offs qualifizierten und die Southeast Division gewannen.

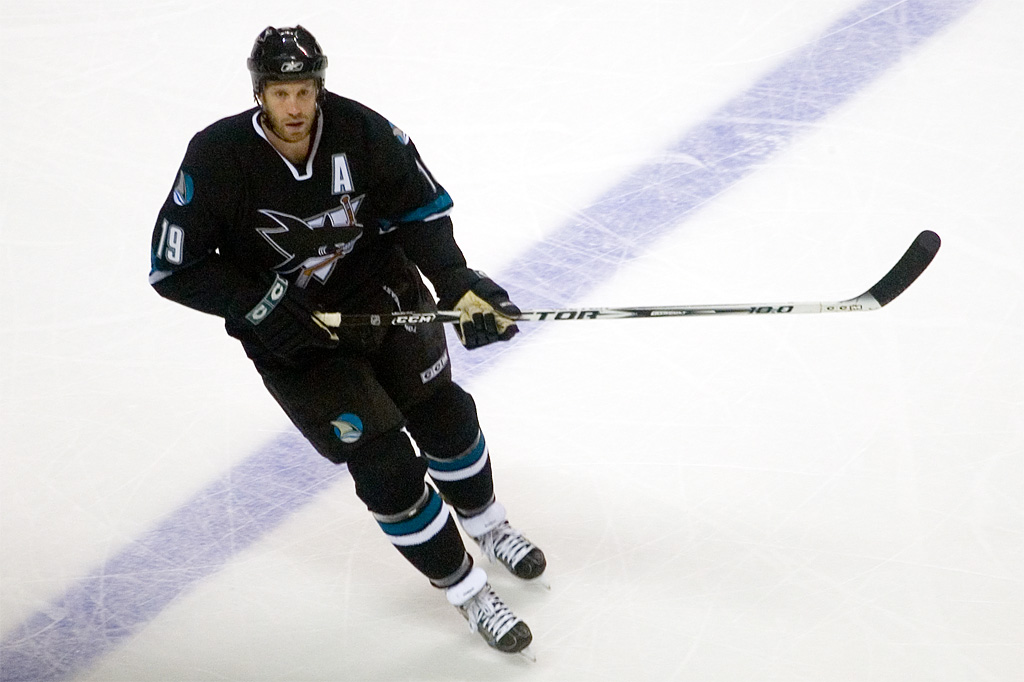
Joe Thornton erreichte durch eine starke zweite Saisonhälfte den zweiten Platz in der Scorerwertung

Für eine Überraschung sorgten die New Jersey Devils, als sie am 2. April Cheftrainer Claude Julien entließen. Julien war in seiner ersten Saison bei den Devils und hatte aus 79 Spielen 47 Siege erreicht, wodurch sie die Atlantic Division anführten. Sein Nachfolger wurde General Manager Lou Lamoriello.
Besonders stark präsentierte sich in den letzten vier Saisonspielen noch einmal Joe Thornton, der neun Scorerpunkte erzielte und somit seinen zweiten Platz in der Rangliste der besten Scorer sichern konnte.
Als bestes Heimteam beendeten die Detroit Red Wings die Spielzeit. Von ihren 41 Heimspielen gewannen sie 29, lediglich viermal verloren sie in der regulären Spielzeit, sowie achtmal in der Overtime oder im Shootout. Insgesamt errangen sie 66 ihrer 113 Punkte zu Hause. Mit der besten Auswärtsbilanz gingen die Buffalo Sabres in die Play-off-Phase. Sie hatten 54 Punkte in den fremden Arenen gesammelt und insgesamt 25 Spiele gewonnen. Die meisten Auswärtssiege mit 26 feierten jedoch die San Jose Sharks.
Zu den Gewinnern des Spieljahres zählten die Pittsburgh Penguins, die sich mit Hilfe ihres „Baby-Sturms“ im Vergleich zum Vorjahr um 47 Punkte steigern konnten, was die viertgrößte Verbesserung in der NHL-Geschichte war. Auch die Atlanta Thrashers überraschten mit dem Gewinn der Southeast Division und der ersten Qualifikation für die Play-offs in der Franchise-Geschichte. Dabei konnten sie sogar die beiden Ex-Champions aus Carolina und Tampa Bay hinter sich lassen. Für eine weitere Überraschung sorgten die Vancouver Canucks, die sich in der starken Western Conference im Schatten der großen Teams den Gewinn der Northwest Division sichern konnten, nachdem sie im letzten Jahr den Einzug in die Play-offs noch knapp verpasst hatten. Auf der Verliererseite stachen vor allem die Philadelphia Flyers hervor, die sich um 45 Punkte verschlechterten und das Ligaschlusslicht darstellten. Ebenfalls enttäuschend verlief das Jahr für die Carolina Hurricanes, Montréal Canadiens, Toronto Maple Leafs und Edmonton Oilers, die allesamt die Play-off-Qualifikation und damit das Saisonminimalziel verpassten.

### Abschlusstabellen
Abkürzungen: GP = Spiele, W = Siege, L = Niederlagen, OTL = Niederlage nach Overtime bzw. Shootout, GF = Erzielte Tore, GA = Gegentore, Pts = Punkte

Erläuterungen: In Klammern befindet sich die Platzierung innerhalb der Conference;  = Play-off-Qualifikation ,  = Division-Sieger,  = Conference-Sieger,  = Presidents’-Trophy-Gewinner

#### Eastern Conference
| Atlantic Division        | GP | W  | L  | OTL | GF  | GA  | Pts |
| ------------------------ | -- | -- | -- | --- | --- | --- | --- |
| New Jersey Devils (2)    | 82 | 49 | 24 | 9   | 216 | 201 | 107 |
| Pittsburgh Penguins (5)  | 82 | 47 | 24 | 11  | 277 | 246 | 105 |
| New York Rangers (6)     | 82 | 42 | 30 | 10  | 242 | 216 | 94  |
| New York Islanders (8)   | 82 | 40 | 30 | 12  | 248 | 240 | 92  |
| Philadelphia Flyers (15) | 82 | 22 | 48 | 12  | 214 | 303 | 56  |

| Northeast Division      | GP | W  | L  | OTL | GF  | GA  | Pts |
| ----------------------- | -- | -- | -- | --- | --- | --- | --- |
| Buffalo Sabres (1)      | 82 | 53 | 22 | 7   | 308 | 242 | 113 |
| Ottawa Senators (4)     | 82 | 48 | 25 | 9   | 288 | 222 | 105 |
| Toronto Maple Leafs (9) | 82 | 40 | 31 | 11  | 258 | 269 | 91  |
| Montréal Canadiens (10) | 82 | 42 | 34 | 6   | 245 | 256 | 90  |
| Boston Bruins (13)      | 82 | 35 | 41 | 6   | 219 | 289 | 76  |

| Southeast Division       | GP | W  | L  | OTL | GF  | GA  | Pts |
| ------------------------ | -- | -- | -- | --- | --- | --- | --- |
| Atlanta Thrashers (3)    | 82 | 43 | 28 | 11  | 246 | 245 | 97  |
| Tampa Bay Lightning (7)  | 82 | 44 | 33 | 5   | 253 | 261 | 93  |
| Carolina Hurricanes (11) | 82 | 40 | 34 | 8   | 241 | 253 | 88  |
| Florida Panthers (12)    | 82 | 35 | 31 | 16  | 247 | 257 | 86  |
| Washington Capitals (14) | 82 | 28 | 40 | 14  | 235 | 286 | 70  |

#### Western Conference
| Central Division           | GP | W  | L  | OTL | GF  | GA  | Pts |
| -------------------------- | -- | -- | -- | --- | --- | --- | --- |
| Detroit Red Wings (1)      | 82 | 50 | 19 | 13  | 274 | 199 | 113 |
| Nashville Predators (4)    | 82 | 51 | 23 | 8   | 272 | 212 | 110 |
| St. Louis Blues (10)       | 82 | 34 | 35 | 13  | 214 | 254 | 81  |
| Columbus Blue Jackets (11) | 82 | 33 | 42 | 7   | 201 | 249 | 73  |
| Chicago Blackhawks (13)    | 82 | 31 | 42 | 9   | 200 | 258 | 71  |

| Northwest Division     | GP | W  | L  | OTL | GF  | GA  | Pts |
| ---------------------- | -- | -- | -- | --- | --- | --- | --- |
| Vancouver Canucks (3)  | 82 | 49 | 26 | 7   | 221 | 201 | 105 |
| Minnesota Wild (7)     | 82 | 48 | 26 | 8   | 235 | 191 | 104 |
| Calgary Flames (8)     | 82 | 43 | 29 | 10  | 258 | 226 | 96  |
| Colorado Avalanche (9) | 82 | 44 | 31 | 7   | 272 | 251 | 95  |
| Edmonton Oilers (12)   | 82 | 32 | 43 | 7   | 195 | 248 | 71  |

| Pacific Division       | GP | W  | L  | OTL | GF  | GA  | Pts |
| ---------------------- | -- | -- | -- | --- | --- | --- | --- |
| Anaheim Ducks (2)      | 82 | 48 | 20 | 14  | 258 | 208 | 110 |
| San Jose Sharks (5)    | 82 | 51 | 26 | 5   | 258 | 199 | 107 |
| Dallas Stars (6)       | 82 | 50 | 25 | 7   | 226 | 197 | 107 |
| Los Angeles Kings (14) | 82 | 27 | 41 | 14  | 227 | 283 | 68  |
| Phoenix Coyotes (15)   | 82 | 31 | 46 | 5   | 216 | 284 | 67  |

### Beste Scorer

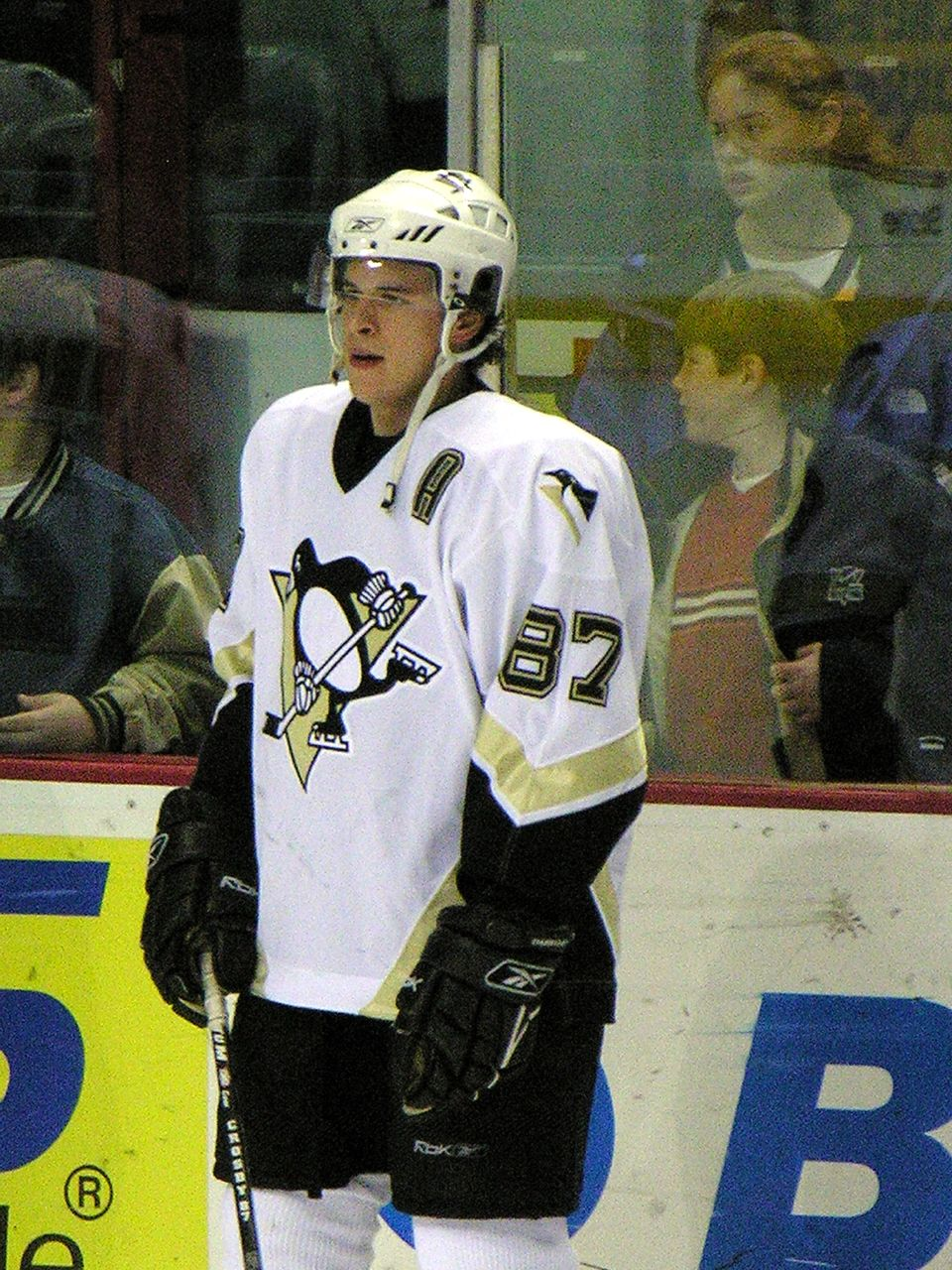
Sidney Crosby gewann als jüngster Spieler aller Zeiten die Art Ross Trophy

Der erst 19-jährige Sidney Crosby übernahm am 13. Dezember 2006 nach einem 6-Punkte-Spiel gegen die Philadelphia Flyers die Führung in der Scorerwertung und gab sie bis zum Ende der regulären Saison nicht mehr ab, womit er sich als jüngster Spieler in der NHL-Geschichte die Art Ross Trophy sicherte. Im Laufe der Saison baute er seinen Vorsprung kontinuierlich auf Tampas Duo Vincent Lecavalier und Martin St. Louis langsam aus. Die zuvor Führenden Marián Hossa und Jaromír Jágr fielen hingegen leicht zurück. In der zweiten Saisonhälfte startete der titelverteidigende Joe Thornton eine furiose Aufholjagd und verpasste den erneuten Gewinn der Art Ross Trophy um sechs Punkte.
Crosby beendete die Saison mit insgesamt 120 Punkten, Vincent Lecavalier erhielt die Maurice ‚Rocket‘ Richard Trophy für seine ligaanführenden 52 Tore und Thornton bereitete mit einer Anzahl von 92 die meisten Tore vor.
Bei den Verteidigern lag der Kanadier Scott Niedermayer mit 69 Punkten vorne. Zudem führte er die Verteidigerstatistik auch mit seinen 54 Torvorbereitungen gemeinsam mit Sergei Gontschar an. Die meisten Tore erzielte Sheldon Souray von den Montréal Canadiens mit 26, deutlich vor Dan Boyle mit 20.
Abkürzungen: GP = Spiele, G = Tore, A = Assists, Pts = Punkte, +/− = Plus/Minus, PIM = Strafminuten; Fett: Saisonbestwert

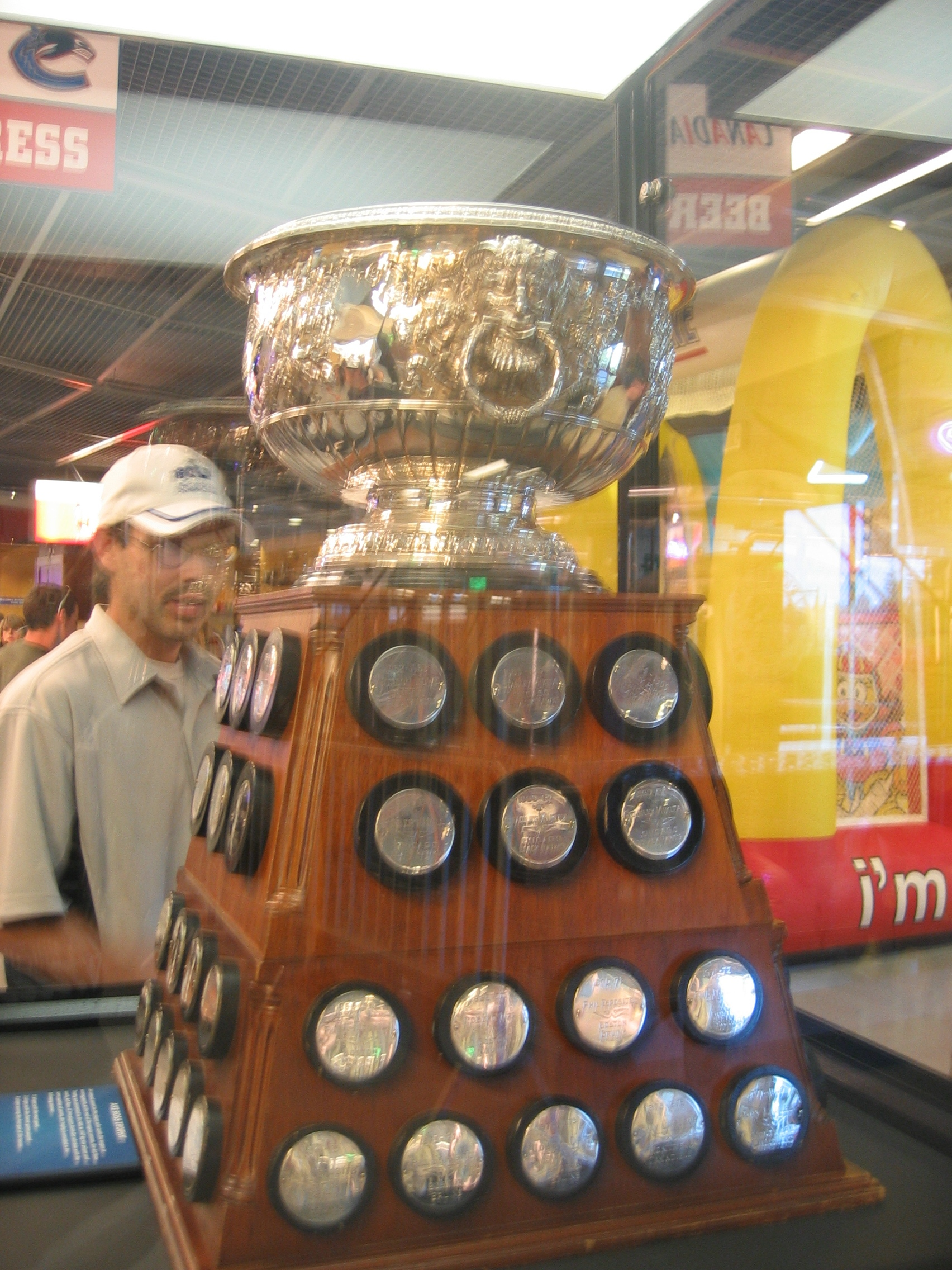
Die Art Ross Trophy für den punktbesten Spieler der regulären Saison

| Spieler            | Team       | GP | G  | A  | Pts | +/− | PIM |
| ------------------ | ---------- | -- | -- | -- | --- | --- | --- |
| Sidney Crosby      | Pittsburgh | 79 | 36 | 84 | 120 | +10 | 60  |
| Joe Thornton       | San Jose   | 82 | 22 | 92 | 114 | +24 | 44  |
| Vincent Lecavalier | Tampa Bay  | 82 | 52 | 56 | 108 | +2  | 44  |
| Dany Heatley       | Ottawa     | 82 | 50 | 55 | 105 | +31 | 74  |
| Martin St. Louis   | Tampa Bay  | 82 | 43 | 59 | 102 | +7  | 28  |
| Marián Hossa       | Atlanta    | 82 | 43 | 57 | 100 | +18 | 49  |
| Joe Sakic          | Colorado   | 82 | 36 | 64 | 100 | +2  | 46  |
| Jaromír Jágr       | NY Rangers | 82 | 30 | 66 | 96  | +26 | 78  |
| Marc Savard        | Boston     | 82 | 22 | 74 | 96  | −19 | 96  |
| Daniel Brière      | Buffalo    | 81 | 32 | 63 | 95  | +17 | 89  |

### Beste Torhüter
Bei den Torhütern sah es lange Zeit nach einem Duell zwischen den erfahrenen Dominik Hašek und Martin Brodeur aus, die sich lange Zeit ein Kopf-an-Kopf-Rennen lieferten. Erst als Niklas Bäckström gegen Ende der Saison den Stammtorhüterposten bei den Minnesota Wild übernahm, setzte er sich an die Spitze der Wertung für den geringsten Gegentorschnitt und die höchste Fangquote.
Bäckström gewann am Ende der regulären Saison der Roger Crozier Saving Grace Award für die höchste Fangquote, und gemeinsam mit seinem Teamkollegen Manny Fernandez sicherte er den Wild die William M. Jennings Trophy für die wenigsten Gegentore der gesamten Liga.
Für die bedeutendste Torhüter-Trophäe, die Vezina Trophy, waren mit Martin Brodeur, der mit insgesamt 48 Siegen einen neuen NHL-Rekord aufstellte, Miikka Kiprusoff, Henrik Lundqvist und Roberto Luongo erstmals vier Torhüter nominiert. Brodeur setzte sich am Ende gegen die drei Konkurrenten durch und erhielt zum dritten Mal die Auszeichnung.
Abkürzungen: GP = Spiele, TOI = Eiszeit (in Minuten), W = Siege, L = Niederlagen, OTL = Overtime/Shootout-Niederlagen, GA = Gegentore, SO = Shutouts, Sv% = gehaltene Schüsse (in %), GAA = Gegentorschnitt; Fett: Saisonbestwert
| Spieler                | Team       | GP | TOI     | W  | L  | OTL | GA  | SO | Sv%  | GAA  |
| ---------------------- | ---------- | -- | ------- | -- | -- | --- | --- | -- | ---- | ---- |
| Niklas Bäckström       | Minnesota  | 41 | 2226:31 | 23 | 8  | 6   | 73  | 5  | .929 | 1.97 |
| Dominik Hašek          | Detroit    | 56 | 3340:51 | 38 | 11 | 6   | 114 | 8  | .913 | 2.05 |
| Martin Brodeur         | New Jersey | 78 | 4696:33 | 48 | 23 | 7   | 171 | 12 | .922 | 2.18 |
| Marty Turco            | Dallas     | 67 | 3763:52 | 38 | 20 | 5   | 140 | 6  | .910 | 2.23 |
| Jean-Sébastien Giguère | Anaheim    | 56 | 3244:38 | 36 | 10 | 4   | 122 | 5  | .918 | 2.26 |

### Beste Rookiescorer

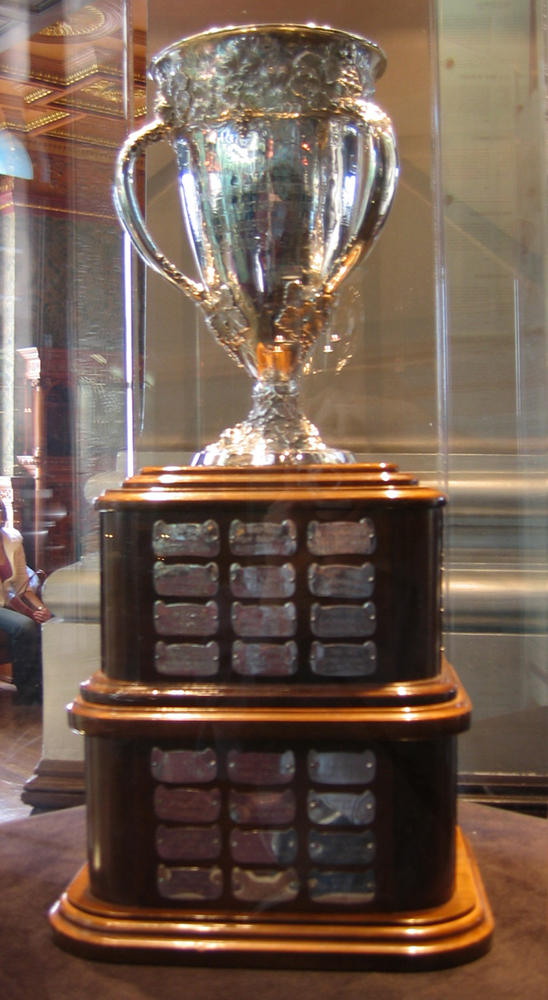
Die Calder Memorial Trophy für den besten Rookie der Saison

Auch bei den Rookies gewann mit Jewgeni Malkin ein Spieler der Pittsburgh Penguins die Scorerwertung. Malkin, der nach langem Querelen zwischen der NHL und seinem Ex-Team, dem HK Metallurg Magnitogorsk, endlich in der NHL spielen konnte, setzte sich frühzeitig an die Spitze der Wertung. Paul Stastny verbesserte zwischen dem 3. Februar und 17. März einen NHL-Rookie-Rekord mit 20 aufeinanderfolgenden Spielen mit mindestens einem erzielten Punkt und belegte letztlich den zweiten Platz.
Weitere erwähnenswerte Rookies waren Jordan Staal, ebenfalls aus Pittsburgh, der als jüngster Spieler in der NHL-Geschichte einen Hattrick erzielte und zudem mit sieben Unterzahl-Toren einen weiteren Rookierekord aufstellte. Anže Kopitar, der erste Slowene in der NHL, präsentierte sich mit 61 Punkten in seiner ersten Saison als hoffnungsvolles Talent. Bei den Verteidigern machte der 19-jährige Marc-Édouard Vlasic von den San Jose Sharks mit seiner abgeklärten Spielweise auf sich aufmerksam und hatte von allen Rookies die meiste Eiszeit.
Jewgeni Malkin gewann die Calder Memorial Trophy als bester Rookie. Nominiert waren neben Malkin sein Teamkamerad Jordan Staal und Paul Stastny von der Colorado Avalanche.
Abkürzungen: GP = Spiele, G = Tore, A = Assists, Pts = Punkte, +/− = Plus/Minus, PIM = Strafminuten
| Spieler        | Team        | GP | G  | A  | Pts | +/− | PIM |
| -------------- | ----------- | -- | -- | -- | --- | --- | --- |
| Jewgeni Malkin | Pittsburgh  | 78 | 33 | 52 | 85  | +2  | 80  |
| Paul Stastny   | Colorado    | 82 | 28 | 50 | 78  | +4  | 42  |
| Anže Kopitar   | Los Angeles | 72 | 20 | 41 | 61  | −12 | 24  |
| Wojtek Wolski  | Colorado    | 76 | 22 | 28 | 50  | +2  | 14  |
| Dustin Penner  | Anaheim     | 82 | 29 | 16 | 45  | −2  | 58  |

## Stanley-Cup-Playoffs
|  | Conference-Viertelfinale                              | Conference-Viertelfinale | Conference-Viertelfinale |                    | Conference-Halbfinale | Conference-Halbfinale | Conference-Halbfinale |                 |                   | Conference-Finale | Conference-Finale | Conference-Finale |  |  | Stanley-Cup-Finale | Stanley-Cup-Finale | Stanley-Cup-Finale |
|  |                                                       |                          |                          |                    |                       |                       |                       |                 |                   |                   |                   |                   |  |  |                    |                    |                    |
|  | 1                                                     | Buffalo Sabres           | 4                        |                    | 1                     | Buffalo Sabres        | 4                     |                 |                   |                   |                   |                   |  |  |                    |                    |                    |
|  | 8                                                     | New York Islanders       | 1                        | 6                  | New York Rangers      | 2                     |                       |                 |                   |                   |                   |                   |  |  |                    |                    |                    |
|  |                                                       |                          |                          |                    |                       |                       |                       |                 |                   |                   |                   |                   |  |  |                    |                    |                    |
|  | 2                                                     | New Jersey Devils        | 4                        | Eastern Conference | Eastern Conference    | Eastern Conference    |                       |                 |                   |                   |                   |                   |  |  |                    |                    |                    |
|  | 2                                                     | New Jersey Devils        | 4                        | Eastern Conference | Eastern Conference    | Eastern Conference    |                       |                 |                   |                   |                   |                   |  |  |                    |                    |                    |
|  | 7                                                     | Tampa Bay Lightning      | 2                        |                    |                       |                       |                       |                 |                   |                   |                   |                   |  |  |                    |                    |                    |
|  | 7                                                     | Tampa Bay Lightning      | 2                        | 1                  | Buffalo Sabres        | 1                     |                       |                 |                   |                   |                   |                   |  |  |                    |                    |                    |
|  |                                                       |                          |                          | 1                  | Buffalo Sabres        | 1                     |                       |                 |                   |                   |                   |                   |  |  |                    |                    |                    |
|  |                                                       | 4                        | Ottawa Senators          | 4                  |                       |                       |                       |                 |                   |                   |                   |                   |  |  |                    |                    |                    |
|  | 3                                                     | 4                        | Ottawa Senators          | 4                  | Atlanta Thrashers     | 0                     |                       |                 |                   |                   |                   |                   |  |  |                    |                    |                    |
|  | 3                                                     |                          |                          |                    | Atlanta Thrashers     | 0                     |                       |                 |                   |                   |                   |                   |  |  |                    |                    |                    |
|  | 6                                                     | New York Rangers         | 4                        |                    |                       |                       |                       |                 |                   |                   |                   |                   |  |  |                    |                    |                    |
|  | 6                                                     | New York Rangers         | 4                        |                    |                       |                       |                       |                 |                   |                   |                   |                   |  |  |                    |                    |                    |
|  |                                                       |                          |                          |                    |                       |                       |                       |                 |                   |                   |                   |                   |  |  |                    |                    |                    |
|  | 4                                                     | Ottawa Senators          | 4                        | 2                  | New Jersey Devils     | 1                     |                       |                 |                   |                   |                   |                   |  |  |                    |                    |                    |
|  | 4                                                     | Ottawa Senators          | 4                        | 2                  | New Jersey Devils     | 1                     |                       |                 |                   |                   |                   |                   |  |  |                    |                    |                    |
|  | 5                                                     | Pittsburgh Penguins      | 1                        | 4                  | Ottawa Senators       | 4                     |                       |                 |                   |                   |                   |                   |  |  |                    |                    |                    |
|  | 5                                                     | Pittsburgh Penguins      | 1                        | 4                  | Ottawa Senators       | 4                     | E4                    | Ottawa Senators | 1                 |                   |                   |                   |  |  |                    |                    |                    |
|  | (Die Teams werden nach der ersten Runde neu gesetzt.) |                          |                          |                    |                       |                       | E4                    | Ottawa Senators | 1                 |                   |                   |                   |  |  |                    |                    |                    |
|  |                                                       | W2                       | Anaheim Ducks            | 4                  |                       |                       |                       |                 |                   |                   |                   |                   |  |  |                    |                    |                    |
|  | 1                                                     | W2                       | Anaheim Ducks            | 4                  | Detroit Red Wings     | 4                     |                       | 1               | Detroit Red Wings | 4                 |                   |                   |  |  |                    |                    |                    |
|  | 1                                                     |                          |                          |                    | Detroit Red Wings     | 4                     |                       | 1               | Detroit Red Wings | 4                 |                   |                   |  |  |                    |                    |                    |
|  | 8                                                     | Calgary Flames           | 2                        | 5                  | San Jose Sharks       | 2                     |                       |                 |                   |                   |                   |                   |  |  |                    |                    |                    |
|  | 8                                                     | Calgary Flames           | 2                        | 5                  | San Jose Sharks       | 2                     |                       |                 |                   |                   |                   |                   |  |  |                    |                    |                    |
|  |                                                       |                          |                          |                    |                       |                       |                       |                 |                   |                   |                   |                   |  |  |                    |                    |                    |
|  | 2                                                     | Anaheim Ducks            | 4                        |                    |                       |                       |                       |                 |                   |                   |                   |                   |  |  |                    |                    |                    |
|  | 2                                                     | Anaheim Ducks            | 4                        |                    |                       |                       |                       |                 |                   |                   |                   |                   |  |  |                    |                    |                    |
|  | 7                                                     | Minnesota Wild           | 1                        |                    |                       |                       |                       |                 |                   |                   |                   |                   |  |  |                    |                    |                    |
|  | 7                                                     | Minnesota Wild           | 1                        | 1                  | Detroit Red Wings     | 2                     |                       |                 |                   |                   |                   |                   |  |  |                    |                    |                    |
|  |                                                       |                          |                          | 1                  | Detroit Red Wings     | 2                     |                       |                 |                   |                   |                   |                   |  |  |                    |                    |                    |
|  |                                                       | 2                        | Anaheim Ducks            | 4                  |                       |                       |                       |                 |                   |                   |                   |                   |  |  |                    |                    |                    |
|  | 3                                                     | 2                        | Anaheim Ducks            | 4                  | Vancouver Canucks     | 4                     |                       |                 |                   |                   |                   |                   |  |  |                    |                    |                    |
|  | 3                                                     |                          |                          |                    | Vancouver Canucks     | 4                     |                       |                 |                   |                   |                   |                   |  |  |                    |                    |                    |
|  | 6                                                     | Dallas Stars             | 3                        | Western Conference | Western Conference    | Western Conference    |                       |                 |                   |                   |                   |                   |  |  |                    |                    |                    |
|  | 6                                                     | Dallas Stars             | 3                        | Western Conference | Western Conference    | Western Conference    |                       |                 |                   |                   |                   |                   |  |  |                    |                    |                    |
|  |                                                       |                          |                          |                    |                       |                       |                       |                 |                   |                   |                   |                   |  |  |                    |                    |                    |
|  | 4                                                     | Nashville Predators      | 1                        | 2                  | Anaheim Ducks         | 4                     |                       |                 |                   |                   |                   |                   |  |  |                    |                    |                    |
|  | 5                                                     | San Jose Sharks          | 4                        | 3                  | Vancouver Canucks     | 1                     |                       |                 |                   |                   |                   |                   |  |  |                    |                    |                    |

## NHL Awards und vergebene Trophäen
- Hauptartikel: NHL Awards 2007

Bereits nach dem Ende der regulären Saison standen die ersten Trophäen-Gewinner fest. Sidney Crosby gewann als jüngster Spieler in der NHL-Geschichte die Art Ross Trophy für den punktbesten Spieler der regulären Saison. Vincent Lecavalier konnte sich als erster Spieler der Tampa Bay Lightning die Maurice 'Rocket' Richard Trophy für den besten Torschützen sichern. Zweifacher Trophäen-Gewinner war der finnische Torhüter Niklas Bäckström, der den Roger Crozier Saving Grace Award für die beste Fangquote und die William M. Jennings Trophy für die wenigsten Gegentore erhielt. Letztere musste er sich allerdings mit seinem Teamkollegen Manny Fernandez teilen. Den NHL Plus/Minus Award gewann der Österreicher Thomas Vanek, dessen Team, die Buffalo Sabres auch die Presidents’ Trophy als punktbeste Mannschaft der Saison gewannen. Bei der erstmaligen Verleihung des Mark Messier Leadership Award, deren Gewinner am 30. Mai 2007 bekannt gegeben wurde, gewann mit Chris Chelios der älteste Spieler der Liga.
Während der Play-offs gewannen die Ottawa Senators durch ihren Sieg in den Eastern Conference Finals erstmals die Prince of Wales Trophy und die Anaheim Ducks sicherten sich nach 2003 zum zweiten Mal die Clarence S. Campbell Bowl, sowie nach dem Finalsieg über Ottawa zum ersten Mal in der Franchise-Geschichte den Stanley Cup. Aus dem siegreichen Team der Ducks gewann Scott Niedermayer die Conn Smythe Trophy für den besten Spieler der Play-offs. Des Weiteren wurden im Rahmen der Finalserie um den Stanley Cup die Trophäen an die Gewinner der Art Ross Trophy, Maurice 'Rocket' Richard Trophy, Roger Crozier Saving Grace Award und William M. Jennings Trophy verliehen.
Die zeremonielle Verleihung der NHL Awards fand am Abend des 14. Juni 2007 im kanadischen Toronto in der Provinz Ontario statt. Dort wurden die restlichen, noch ausstehenden Sieger benannt. Großer Gewinner der Awards-Show war Sidney Crosby, der sowohl die Hart Memorial Trophy als auch den Lester B. Pearson Award erhielt, und somit insgesamt drei Trophäen in dieser Saison gewinnen konnte. Martin Brodeur wurde zum dritten Mal in seiner Karriere mit der Vezina Trophy für den besten Torhüter geehrt, der Schwede Nicklas Lidström erhielt zum fünften Mal die James Norris Memorial Trophy für den besten Verteidiger und Rod Brind’Amour verteidigte mit dem Gewinn der Frank J. Selke Trophy den Titel als bester defensiver Stürmer. Als bester Rookie wurde Jewgeni Malkin mit der Calder Memorial Trophy ausgezeichnet. Weitere Trophäen erhielten Bostons Rookie Phil Kessel, der nach seiner Hodenkrebserkrankung noch während der Saison ein erfolgreiches Comeback feierte, Montréals Kapitän Saku Koivu für sein soziales Engagement, der Cheftrainer der Vancouver Canucks Alain Vigneault und Pawel Dazjuk, der seinen Titel als fairster Spieler verteidigte.
Die Lester Patrick Trophy wurde bei einer unabhängigen Zeremonie am 7. November 2007 in New York City verliehen. Als Preisträger, die sich um den Eishockeysport in den Vereinigten Staaten verdient gemacht haben, wurden der ehemalige NHL-Profi Brian Leetch, Olympiasiegerin Cammi Granato, Fernsehkommentator und Autor für Fachliteratur Stan Fischler sowie Funktionär John Halligan ausgezeichnet. Ebenso unabhängig wurde am 16. Oktober 2007 der NHL Foundation Player Award an Joe Sakic, den Kapitän der Colorado Avalanche, für sein besonderes Engagement um wohltätige Zwecke in der Gesellschaft, verliehen.

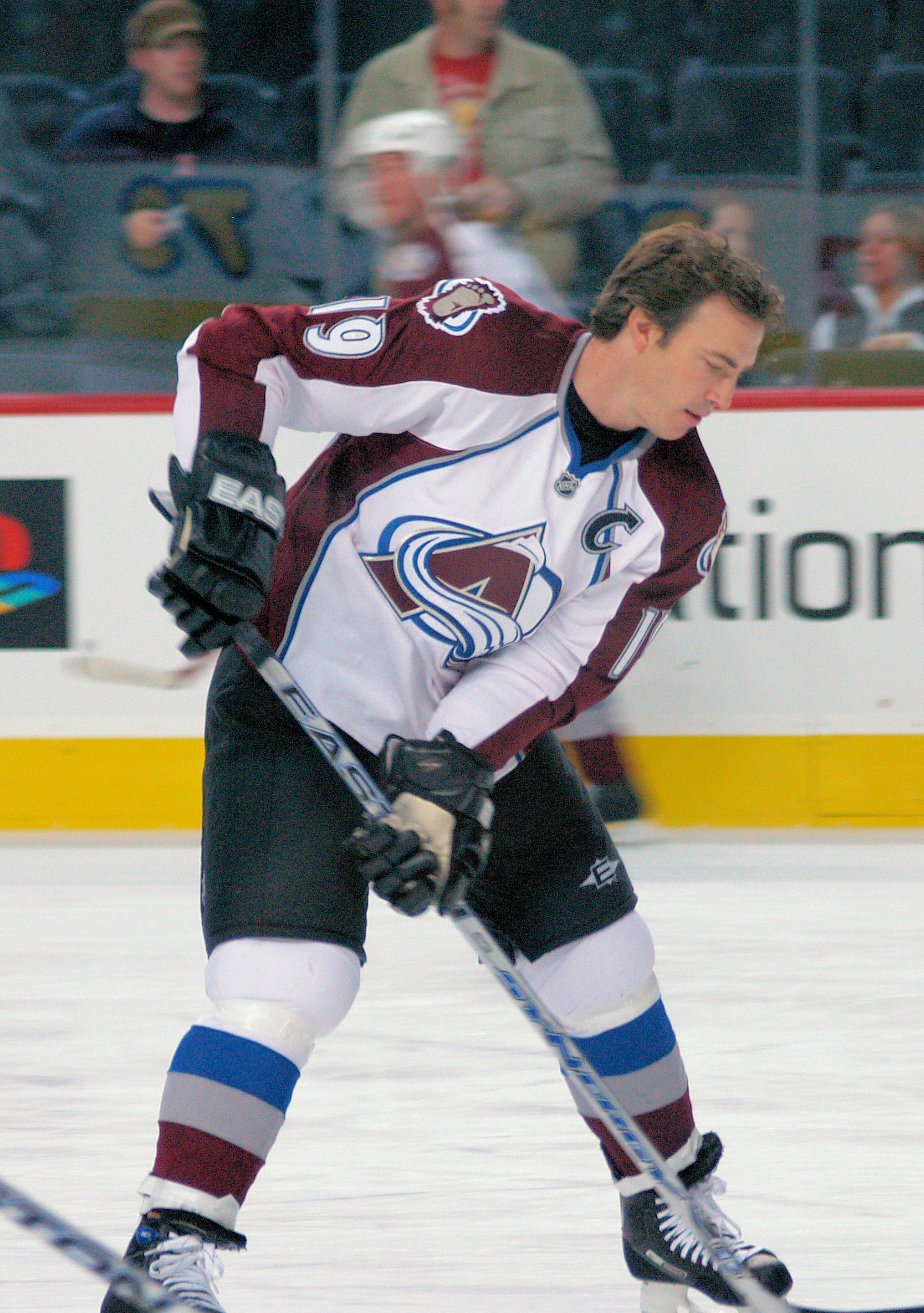
Joe Sakic, der Gewinner des NHL Foundation Player Award

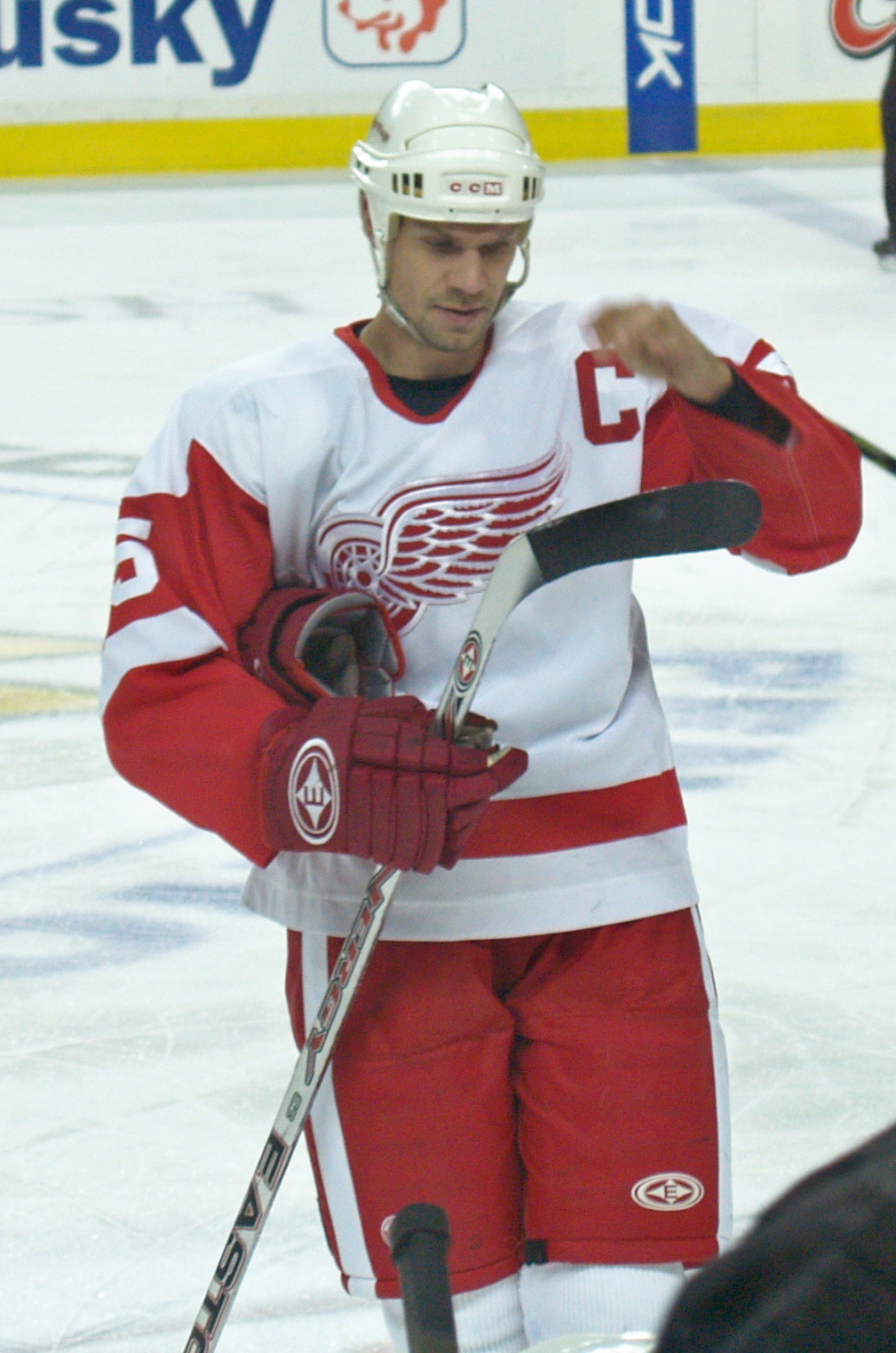
Nicklas Lidström, fünffacher Gewinner der James Norris Memorial Trophy

| Auszeichnung                          | Spieler                   | Team                |
| ------------------------------------- | ------------------------- | ------------------- |
| Art Ross Trophy                       | Sidney Crosby             | Pittsburgh Penguins |
| Bill Masterton Memorial Trophy        | Phil Kessel               | Boston Bruins       |
| Calder Memorial Trophy                | Jewgeni Malkin            | Pittsburgh Penguins |
| Conn Smythe Trophy                    | Scott Niedermayer         | Anaheim Ducks       |
| Frank J. Selke Trophy                 | Rod Brind’Amour           | Carolina Hurricanes |
| Hart Memorial Trophy                  | Sidney Crosby             | Pittsburgh Penguins |
| Jack Adams Award                      | Alain Vigneault           | Vancouver Canucks   |
| James Norris Memorial Trophy          | Nicklas Lidström          | Detroit Red Wings   |
| King Clancy Memorial Trophy           | Saku Koivu                | Montréal Canadiens  |
| Lady Byng Memorial Trophy             | Pawel Dazjuk              | Detroit Red Wings   |
| Lester B. Pearson Award               | Sidney Crosby             | Pittsburgh Penguins |
| Lester Patrick Trophy                 | Stan Fischler             |                     |
| Lester Patrick Trophy                 | Cammi Granato             |                     |
| Lester Patrick Trophy                 | John Halligan             |                     |
| Lester Patrick Trophy                 | Brian Leetch              |                     |
| Mark Messier Leader of the Year Award | Chris Chelios             | Detroit Red Wings   |
| Maurice 'Rocket' Richard Trophy       | Vincent Lecavalier        | Tampa Bay Lightning |
| NHL Foundation Player Award           | Joe Sakic                 | Colorado Avalanche  |
| NHL Plus/Minus Award                  | Thomas Vanek              | Buffalo Sabres      |
| Roger Crozier Saving Grace Award      | Niklas Bäckström          | Minnesota Wild      |
| Vezina Trophy                         | Martin Brodeur            | New Jersey Devils   |
| William M. Jennings Trophy            | Niklas Bäckström          | Minnesota Wild      |
| William M. Jennings Trophy            | Manny Fernandez           | Minnesota Wild      |
| Presidents’ Trophy                    | Presidents’ Trophy        | Buffalo Sabres      |
| Prince of Wales Trophy                | Prince of Wales Trophy    | Ottawa Senators     |
| Clarence S. Campbell Bowl             | Clarence S. Campbell Bowl | Anaheim Ducks       |
| Stanley Cup                           | Stanley Cup               | Anaheim Ducks       |

### NHL All-Star Teams
Des Weiteren wurden im Rahmen der NHL-Awards-Show die All-Star Teams und das All-Rookie Team der Saison benannt.

#### NHL First All-Star Team

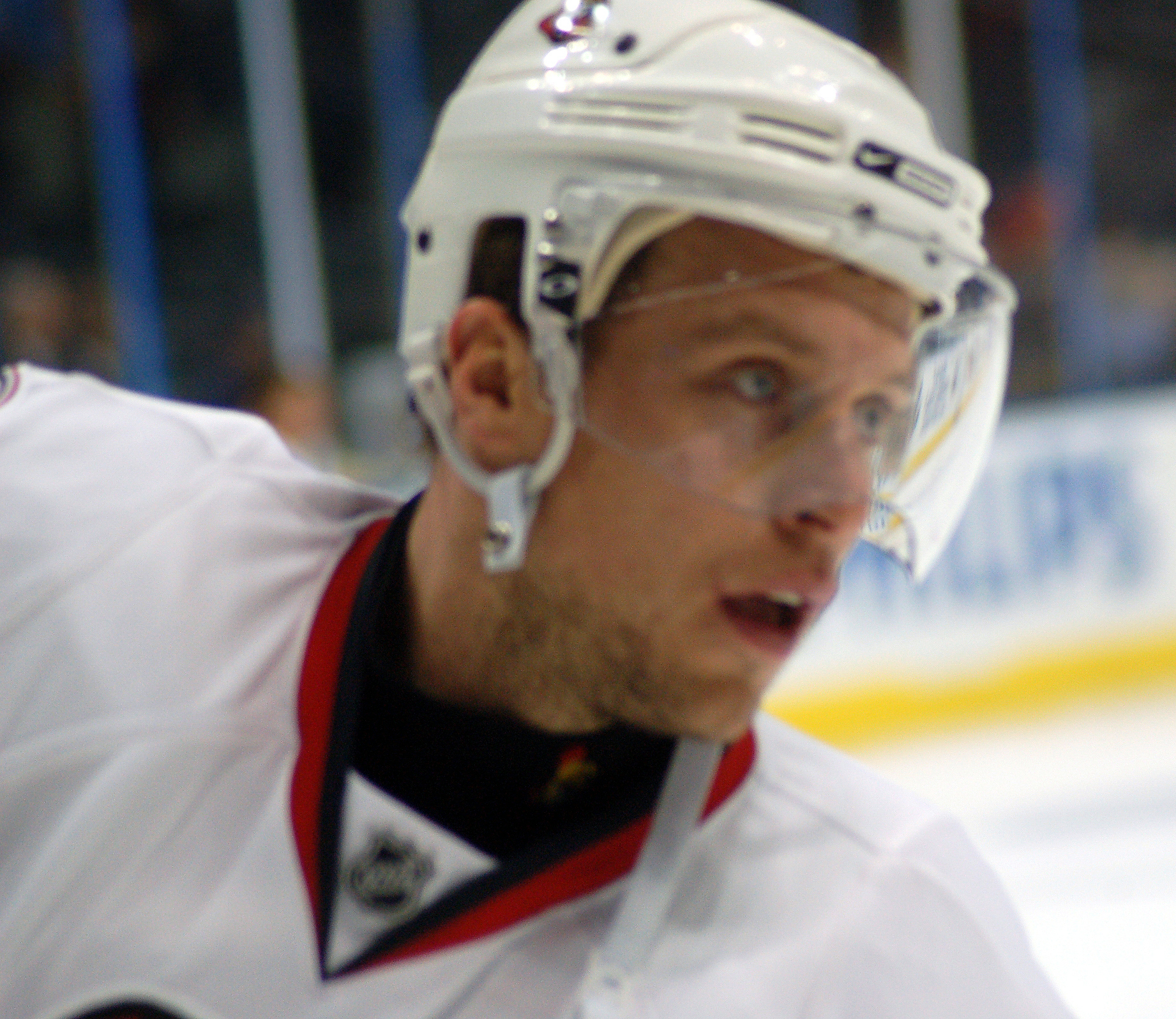
Dany Heatley stand zum zweiten Mal in einem der All-Star-Teams

Ins NHL First All-Star Team wurden als Center Sidney Crosby, als Flügelstürmer Dany Heatley und Alexander Owetschkin, als Verteidiger Nicklas Lidström und Scott Niedermayer und als Torhüter Martin Brodeur gewählt.
Außer Crosby, der sich erstmals in der Aufstellung einer der beiden All-Star Teams wiederfand, erhielt Lidström seine achte, Brodeur seine sechste, Niedermayer seine vierte und Heatley seine zweite Nominierung für eines der Teams.
Abkürzungen: GP = Spiele, G = Tore, A = Assists, Pts = Punkte, W = Siege, SO = Shutouts, GAA = Gegentorschnitt
| Spieler              | Position      | Team                | GP | G  | A  | Pts |
| -------------------- | ------------- | ------------------- | -- | -- | -- | --- |
| Sidney Crosby        | Center        | Pittsburgh Penguins | 79 | 36 | 84 | 120 |
| Dany Heatley         | Flügelstürmer | Ottawa Senators     | 82 | 50 | 55 | 105 |
| Alexander Owetschkin | Flügelstürmer | Washington Capitals | 82 | 46 | 46 | 92  |
| Nicklas Lidström     | Verteidiger   | Detroit Red Wings   | 80 | 13 | 49 | 62  |
| Scott Niedermayer    | Verteidiger   | Anaheim Ducks       | 79 | 15 | 54 | 69  |

| Spieler        | Position | Team              | GP | W  | SO | GAA  |
| -------------- | -------- | ----------------- | -- | -- | -- | ---- |
| Martin Brodeur | Torhüter | New Jersey Devils | 78 | 48 | 12 | 2.18 |

#### NHL Second All-Star Team

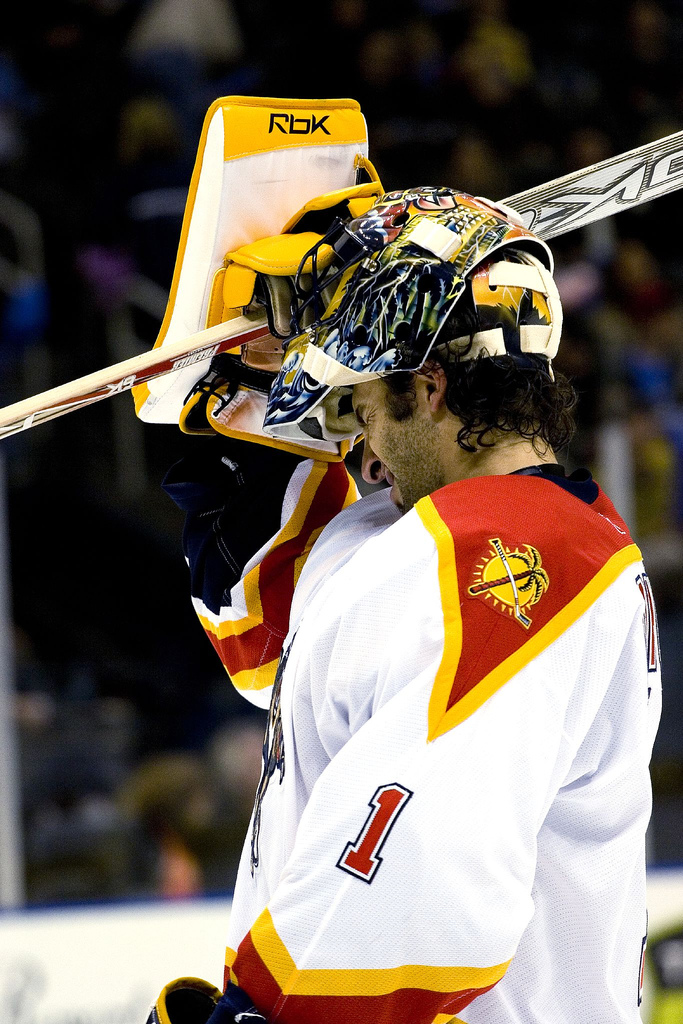
Roberto Luongo erhielt zum zweiten Mal nach 2004 die Nominierung ins Second All-Star Team

Das NHL Second All-Star Team setzte sich aus Center Vincent Lecavalier, den Flügelstürmern Martin St. Louis und Thomas Vanek, den Verteidigern Dan Boyle und Chris Pronger und Torhüter Roberto Luongo zusammen. Insgesamt schafften es drei Spieler der Tampa Bay Lightning eine Nominierung zu erhalten.
Lecavalier, Vanek und Boyle erhielten allesamt erstmals die Nominierung für eines der All-Star Teams. St. Louis und Luongo waren bereits einmal ins First bzw. Second All-Star Team gewählt worden und Pronger wurde zum insgesamt vierten Mal in eines der beiden Teams berufen.
Abkürzungen: GP = Spiele, G = Tore, A = Assists, Pts = Punkte, W = Siege, SO = Shutouts, GAA = Gegentorschnitt
| Spieler            | Position      | Team                | GP | G  | A  | Pts |
| ------------------ | ------------- | ------------------- | -- | -- | -- | --- |
| Vincent Lecavalier | Center        | Tampa Bay Lightning | 82 | 52 | 56 | 108 |
| Martin St. Louis   | Flügelstürmer | Tampa Bay Lightning | 82 | 43 | 59 | 102 |
| Thomas Vanek       | Flügelstürmer | Buffalo Sabres      | 82 | 43 | 41 | 84  |
| Dan Boyle          | Verteidiger   | Tampa Bay Lightning | 82 | 20 | 43 | 63  |
| Chris Pronger      | Verteidiger   | Anaheim Ducks       | 66 | 13 | 46 | 59  |

| Spieler        | Position | Team              | GP | W  | SO | GAA  |
| -------------- | -------- | ----------------- | -- | -- | -- | ---- |
| Roberto Luongo | Torhüter | Vancouver Canucks | 76 | 47 | 5  | 2.29 |

#### NHL All-Rookie Team
Im All-Rookie Team waren gleich jeweils zwei Spieler der Pittsburgh Penguins und San Jose Sharks vertreten. Von den Penguins wurden die Stürmer Jewgeni Malkin und Jordan Staal ausgewählt. Die Angriffsreihe vervollständigte Colorados Paul Stastny, der Sohn von NHL-Legende Peter Šťastný. Die Defensive setzte sich mit Marc-Édouard Vlasic und Matt Carle ausschließlich aus Spielern der Sharks zusammen. Auf der Torhüter-Position erhielt Mike Smith die Auszeichnung.
Abkürzungen: GP = Spiele, G = Tore, A = Assists, Pts = Punkte, W = Siege, SO = Shutouts, GAA = Gegentorschnitt
| Spieler             | Position    | Team                | GP | G  | A  | Pts |
| ------------------- | ----------- | ------------------- | -- | -- | -- | --- |
| Jewgeni Malkin      | Stürmer     | Pittsburgh Penguins | 78 | 33 | 52 | 85  |
| Jordan Staal        | Stürmer     | Pittsburgh Penguins | 81 | 29 | 13 | 42  |
| Paul Stastny        | Stürmer     | Colorado Avalanche  | 82 | 28 | 50 | 78  |
| Matt Carle          | Verteidiger | San Jose Sharks     | 77 | 11 | 31 | 42  |
| Marc-Édouard Vlasic | Verteidiger | San Jose Sharks     | 81 | 3  | 23 | 26  |

| Spieler    | Position | Team         | GP | W  | SO | GAA  |
| ---------- | -------- | ------------ | -- | -- | -- | ---- |
| Mike Smith | Torhüter | Dallas Stars | 23 | 12 | 3  | 2.23 |